# Modernisme català

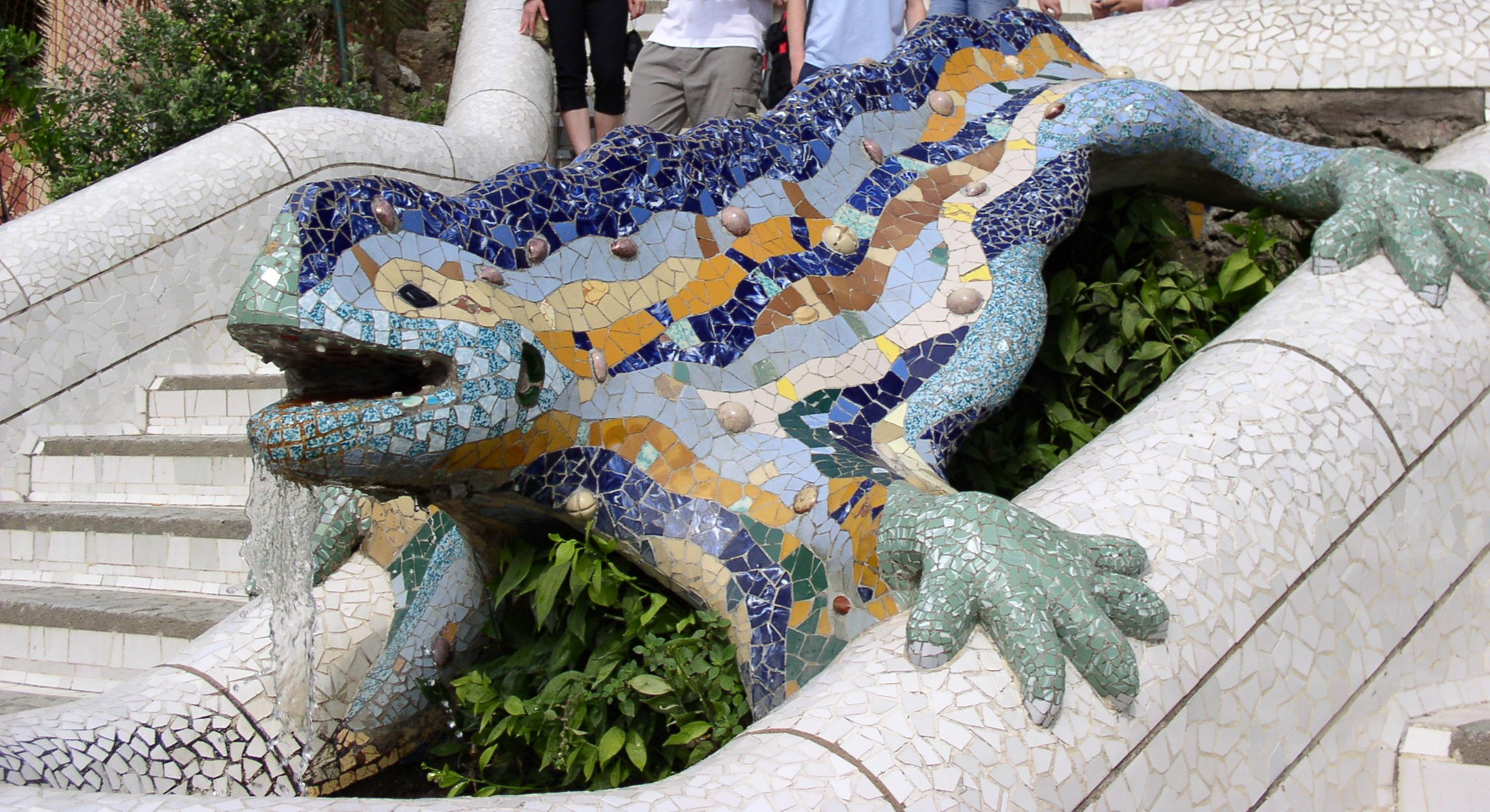
'El drac' del Parc Güell, obra d'Antoni Gaudí

El modernisme català va ser un moviment politicocultural que anhelava transformar la societat catalana. Els modernistes, de final del xix i principi del xx, van maldar per aconseguir una cultura moderna i nacional. Es desenvolupà a Catalunya, i de forma especial a Barcelona, al llarg d'unes tres dècades, entre aproximadament 1885 i 1920.
Va ser un moviment molt eclèctic que va destacar sobretot per la seva arquitectura, que es va caracteritzar per una renovació formal, un sentit nacional i l'ús de materials innovadors. Els arquitectes modernistes construiran, amb una gran creativitat i profusió de detalls, els edificis d'una Catalunya moderna.
Tot i això, el modernisme català no va ser tan sols un estil arquitectònic i decoratiu caracteritzat per les formes curvilínies, extretes de la flora i en general de la natura. En realitat aquest modernisme és només una part del significat del nom, coneguda fora de Catalunya com a Art Nouveau, Modern Style o Glasgow Style, Jugendstil, Sezession, Liberty, etc. El que va començar-se a anomenar modernisme, a Catalunya, eren les arts –incloses literatura i música– més noves, més modernes, que van aparèixer al final del segle xix i van continuar els primers anys del segle xx. Era l'art més semblant a les tendències més modernes aparegudes a Europa. Així, tan modernista era un pintor que s'acostava al simbolisme com un altre que seguia l'impressionisme o un escriptor seduït pel naturalisme. Si sonaven a modern eren, en conseqüència, modernistes.
Encara que és part d'un corrent general que sorgeix a tot Europa (el Modernisme), a Catalunya adquireix una personalitat pròpia i diferenciada, i es converteix en el modernisme probablement més desenvolupat. Tractava de recuperar la cultura catalana unida a una ferma voluntat de modernitzar el país. L'arquitectura, l'escultura, la pintura i les arts decoratives catalanes van trobar la seva compatibilitat en l'Art Nouveau, i la concordança amb el que necessitava la cultura i art català (completar la creativitat iniciada a la Renaixença), i la societat catalana (reafirmar la seva modernitat transformant-se). De mans d'arquitectes catalans, aquest estil té, a més a més, exemples notables a ciutats com ara Comillas, Novelda, Astorga, Melilla, Terol o Lleó, tenint com a fites significatives l'Exposició Universal de Barcelona (1888) i l'Exposició Internacional de Barcelona (1929).
Algunes obres del Modernisme català han estat catalogades per la UNESCO com a Patrimoni de la Humanitat: De Gaudí, el Parc Güell, el Palau Güell, la Casa Milà, la façana del Naixement i la cripta de la Sagrada Família, la Casa Vicens i la Casa Batlló a Barcelona, juntament amb la cripta de la Colònia Güell a Santa Coloma de Cervelló; i el Palau de la Música Catalana i l'Hospital de Sant Pau a Barcelona, de Domènech i Montaner. Pel que fa a la pintura modernista, podem trobar moltes d'aquestes obres exposades a diferents museus catalans com el Museu Nacional d'Art de Catalunya o el Museu del Modernisme Català.

## Modernisme

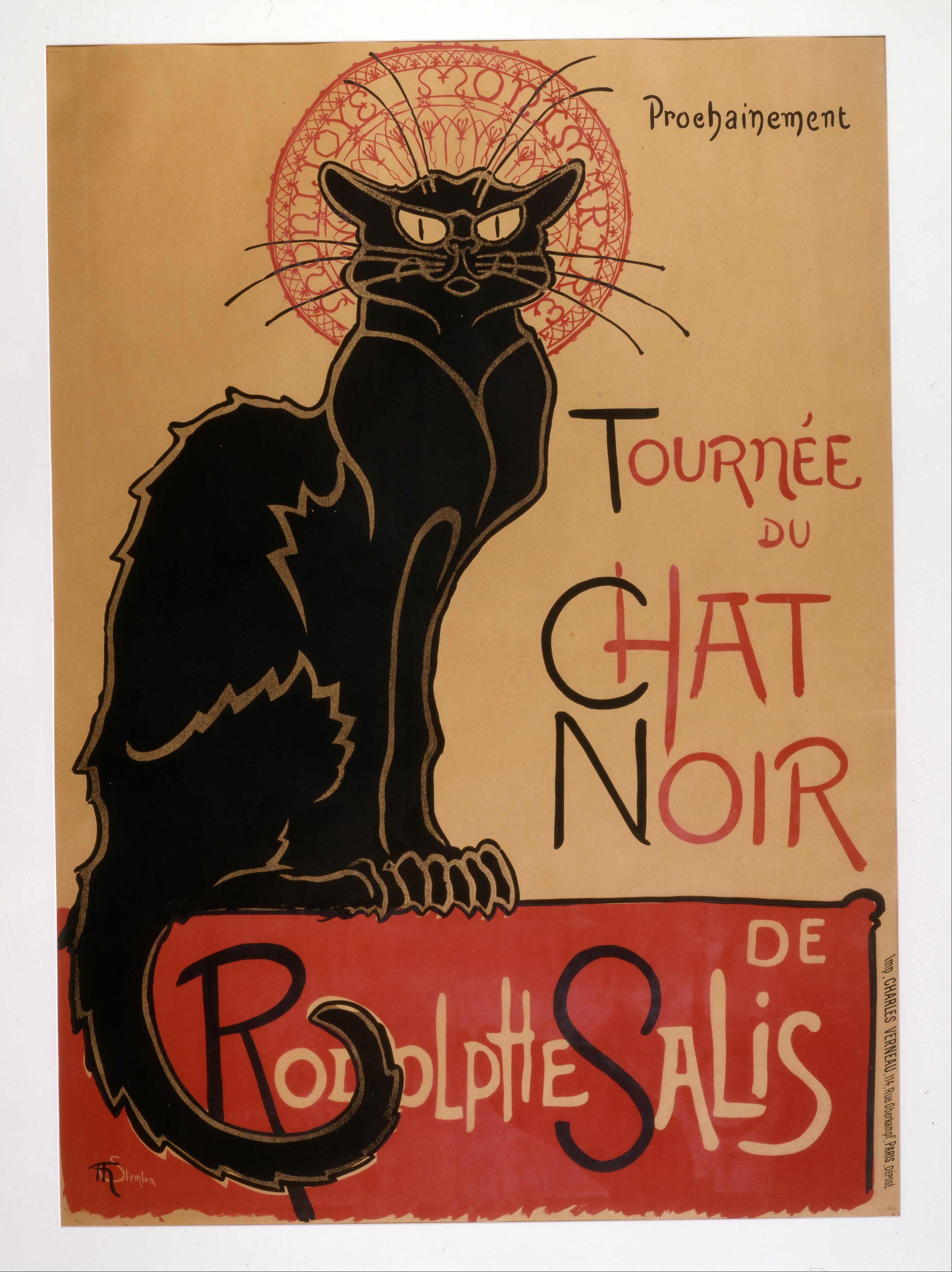
La tournée du Chat Noir avec Rodolphe Salis (1896) de Théophile Steinlen.

A la fi del segle xix sorgeixen a Europa tendències arquitectòniques que trenquen amb els criteris tradicionals i busquen noves formes d'edificar amb la intenció del segle xx, que donen gran rellevància a l'estètica. Aquest moviment és conseqüència de la Segona Revolució Industrial, que ha anat arrelant en els diversos països, i dels avanços derivats d'ella, com l'electricitat, el ferrocarril i la màquina de vapor, que han canviat completament la forma de viure de la població i han originat un creixement de les ciutats, en les quals s'han anat establint indústries que regenten un nombre creixent de burgesos.
El modernisme fou, doncs, un estil urbà i burgès, a cavall entre el segle xix i el segle xx, fou un moviment internacional que amb diferents noms es desenvolupà per tot el món occidental: Art Nouveau a França i Bèlgica, Modern Style o Glasgow Style a Escòcia i al Regne Unit, Jugendstil a Alemanya, Sezession a Àustria, Liberty a Itàlia, etc. A Catalunya va tenir suficient personalitat pròpia per parlar de modernisme català, per la gran quantitat i qualitat d'obres realitzades i el gran nombre d'artistes de primer ordre que conrearen aquest estil. Estilísticament és un moviment heterogeni, amb moltes diferències entre artistes, cadascú amb el seu segell personal, però amb un mateix esperit, un afany de modernitzar i europeïtzar Catalunya.
La recuperació del passat arquitectònic medieval propugnada per John Ruskin i Viollet-le-Duc i l'estètica de William Morris, Walter Crane, Mackmurdo, Mackintosh, entre d'altres, van ser acceptades com a base de la renovació artística. Els Modernistes creien en la imaginació creativa com a creadora de símbols en contrast amb els eclèctics que pensaven en l'art com a representació objectiva de la realitat. De fet, el Modernisme representa a tot el món i en especial a Catalunya la llibertat per la creació de noves formes anteriorment no acceptades, traient l'art de l'academicisme.
Aquestes noves tendències es fan evidents en les diferents arts com l'arquitectura (inclosos tots els tipus d'edificis), l'escultura (tant com a art independent, com a complement d'edificis), la pintura, les arts decoratives (amb materials com ceràmica, mosaic, vidre, fusta, tèxtils i ferro per manufacturar qualsevol objecte com mobles, làmpades, joies, vestits, ampolles, vaixelles, coberts, catifes, etc.), i a la literatura i la música.
De forma aproximada s'acostuma a considerar que el Modernisme català comença l'any 1888 el de la primera exposició universal de Barcelona però ja hi ha trets de Modernisme en la nova Escola Provincial d'Arquitectura, inaugurada a Barcelona l'any 1871 i dirigida per l'arquitecte Elies Rogent i Amat (1821-1897). I abans d'aquesta fita es presenten tendències del Modernisme en l'obra d'arquitectes com Josep Domènech i Estapà malgrat que ell mateix, explícitament, va refusar ser un seguidor del Modernisme. Es va donar la circumstància que en ser enderrocades les muralles de Barcelona (que transcorrien pel que després serien les rondes de la ciutat) i fer-se efectiva la construcció de l'eixample barceloní fins a unir els diferents municipis de la plana, es posa definitivament en marxa el creixement de la ciutat prenent la dimensió a partir d'aleshores de gran ciutat, i restant-ne a conseqüència d'això un gran nombre de testimonis d'aquella febre urbanitzadora i constructora.

## Arquitectura

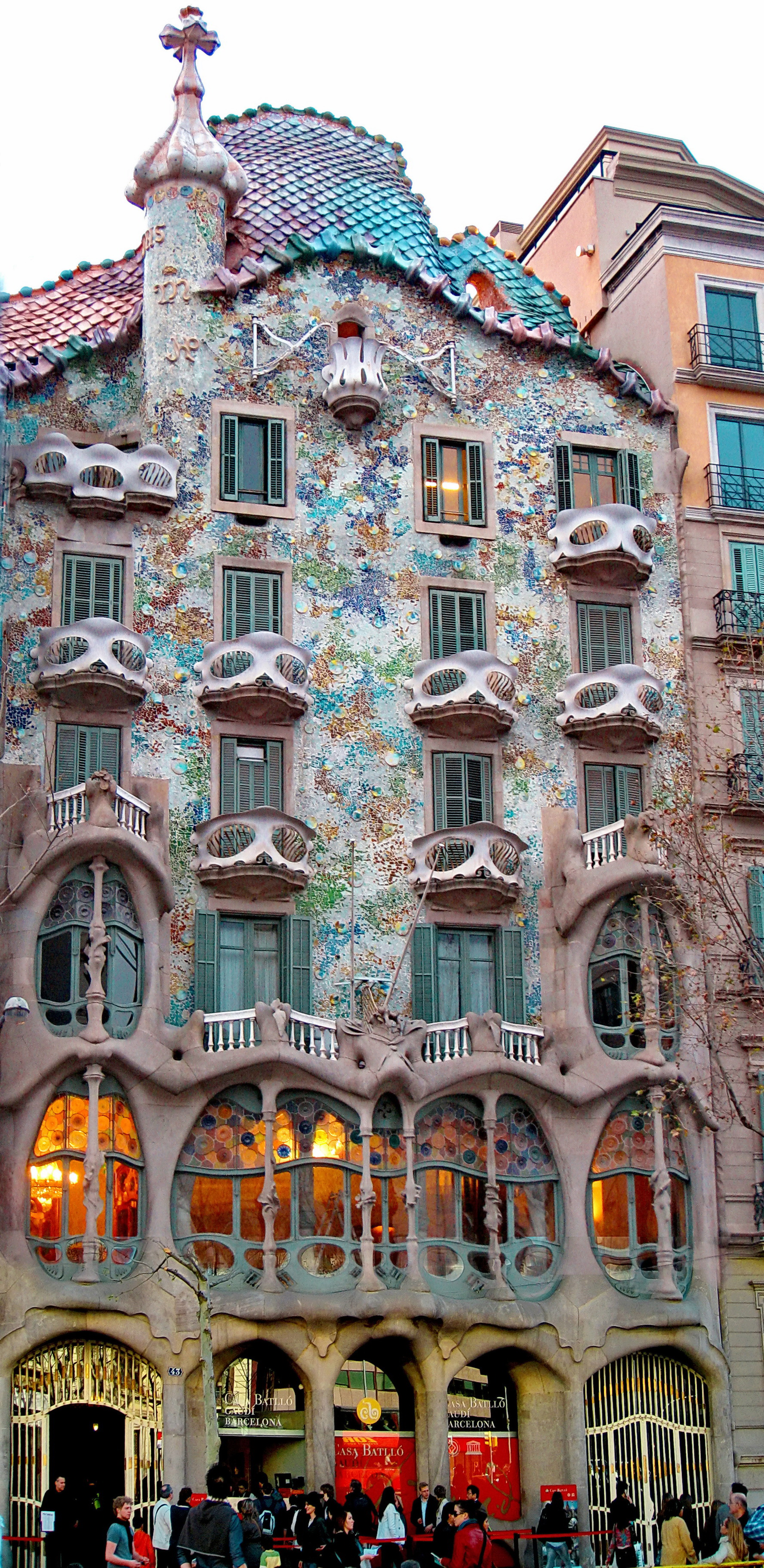
La Casa Batlló de Gaudí.

A finals del segle xix, producte de la industrialització, a tot Europa hi havia un debat intel·lectual respecte a mantenir les idees academicistes clàssiques (que havien tingut al Neoclassicisme el darrer exponent), i aquelles que incidien en una modernitat innovadora, experimental i agosarada paral·lela a l'economia industrial i l'aprofitament de nous materials.
La burgesia industrial i rural catalana, en les últimes dues dècades del segle xix i el primer quart del s. XX, va trobar una via de representació amb l'arquitectura modernista. Aquest moviment es va significar per una renovació artística paral·lela a altres arts contemporànies, la recerca de noves expressions formals i la voluntat de situar-se en una modernitat a altura europea. Tenia similituds conceptuals i estilístiques amb les diverses variants de l'anomenat Art Nouveau (Art Nou) que es desenvolupa a Europa durant el mateix període. Els centres artístics van ser ciutats que tradicionalment es trobaven a la perifèria dels grans moviments culturals (Glasgow, Brussel·les, Nancy, Viena i en menor mesura París).
A Catalunya, el procés es va veure accentuat per tres aspectes més: la Renaixença (1833 - 1880), la necessitat evolutiva de regeneració social i política, i l'ampliació urbanística de moltes ciutats (Girona, Tarragona, Reus, Sabadell, Terrassa, Mataró, i en concret l'Eixample de Barcelona des de 1859).
Els últims anys del segle xix Barcelona es va convertir en la metròpoli més important del sud d'Europa; tant demogràficament i econòmicament, com en l'activitat cultural de masses amb la multiplicació d'editorials, impremtes, diaris, revistes, entitats i associacions. Els intel·lectuals van aprofitar aquestes possibilitats comunicatives per obrir un debat sobre la secularització i l'obertura, la permissivitat i allò no oficial: els valors establerts estaven en crisi i discussió producte de les conseqüències socials hereves de la industrialització, i de la particularitat cultural catalana sotmesa a Espanya. El gir artístic cap a Europa no es va fer esperar: les altres arts van prendre el relleu a la literatura, i Barcelona tenia un immens Eixample per urbanitzar, construir i decorar.
Les premisses amb les quals sorgeix el moviment a Catalunya són clarament definides en el text de Lluís Domènech i Montaner (1849-1923) En busca de una arquitectura nacional, publicat el 1878 a la revista La Renaixensa.
| «                                           | La paraula final sobre tota conversació sobre arquitectura, la qüestió capital de tota crítica es mou sense voler al voltant d'una idea, la d'una moderna arquitectura nacional. | » |
| — Domènech i Montaner, La Renaixensa (1878) | |   |

En l'escrit queda palesa la vinculació al corrent eclèctic, però alhora Domènech emfatitza dos aspectes: una voluntat d'inspiració en estils històrics nacionals com l'arquitectura medieval, i la confiança en la creativitat i saber fer de l'arquitecte per servir-se dels estils més idonis. Aquest article de Domènech va obtenir resposta de seguida per Gaudí, Fontserè, Domènech i Estapà, Vilaseca, Martorell i Puig i Cadafalch.
En aquest àmbit s'han de situar les primeres produccions del mateix Domènech i Montaner com l'edifici Montaner i Simon (Barcelona, 1879-1885), o les obres realitzades per a l'Exposició Universal de Barcelona del 1888 (Cafè Restaurant i Hotel Internacional, ara desaparegut, ambdós de Domènech i Montaner, i l'Arc de Triomf, de Josep Vilaseca). Aquests edificis contenen les característiques principals del primer modernisme: unes referències difoses a l'arquitectura gòtica catalana, el recurs a potents elements ornamentals i decoratius, i l'ús d'elements constructius tradicionals catalans (la rajola esmaltada, la volta de maó de pla o volta catalana, el ferro forjat) i altres d'industrials (estructures metàl·liques, ferro colat, maó ceràmic vist).

Materials i tècniques de construcció utilitzats

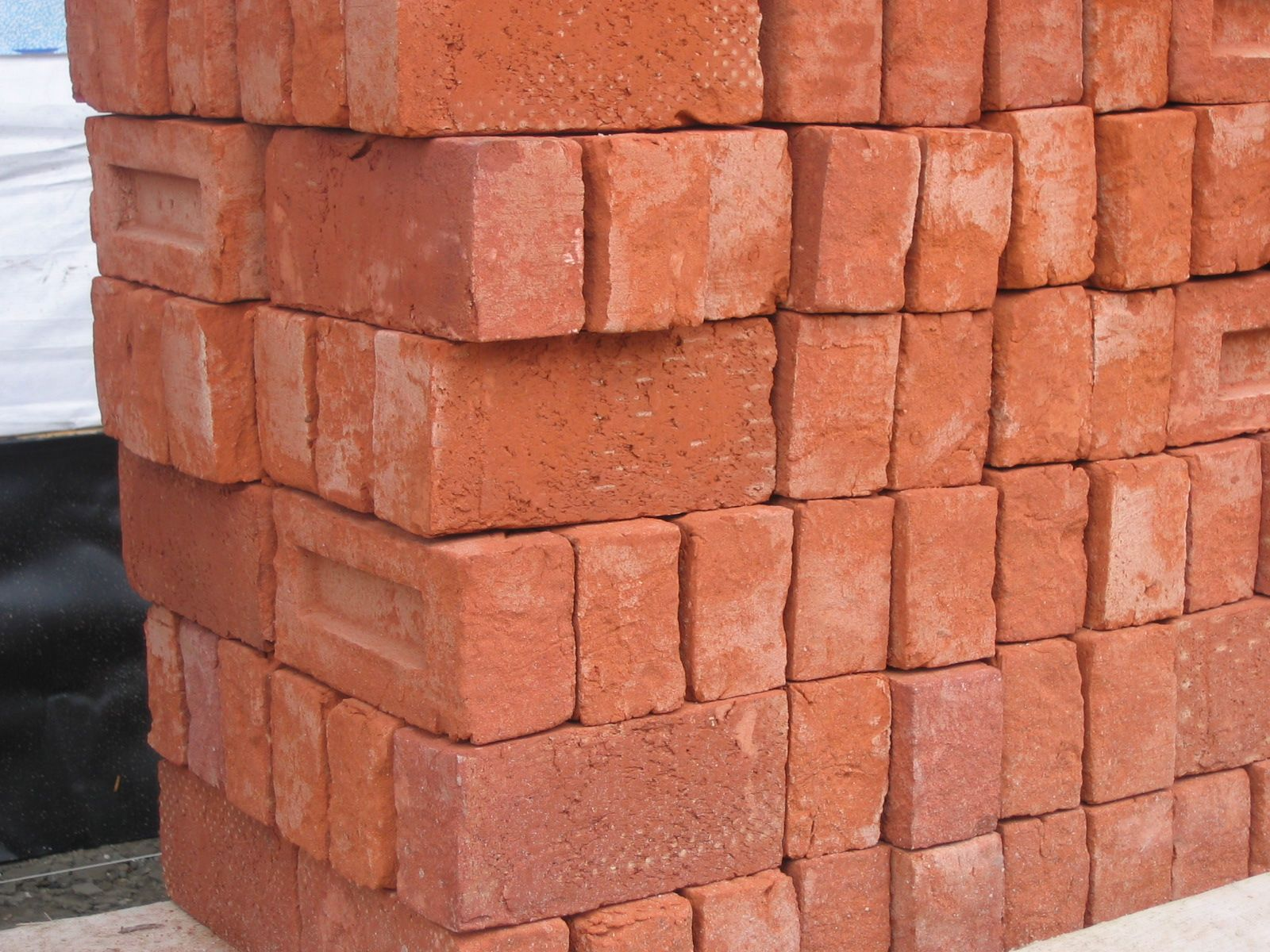
Maons de teula.
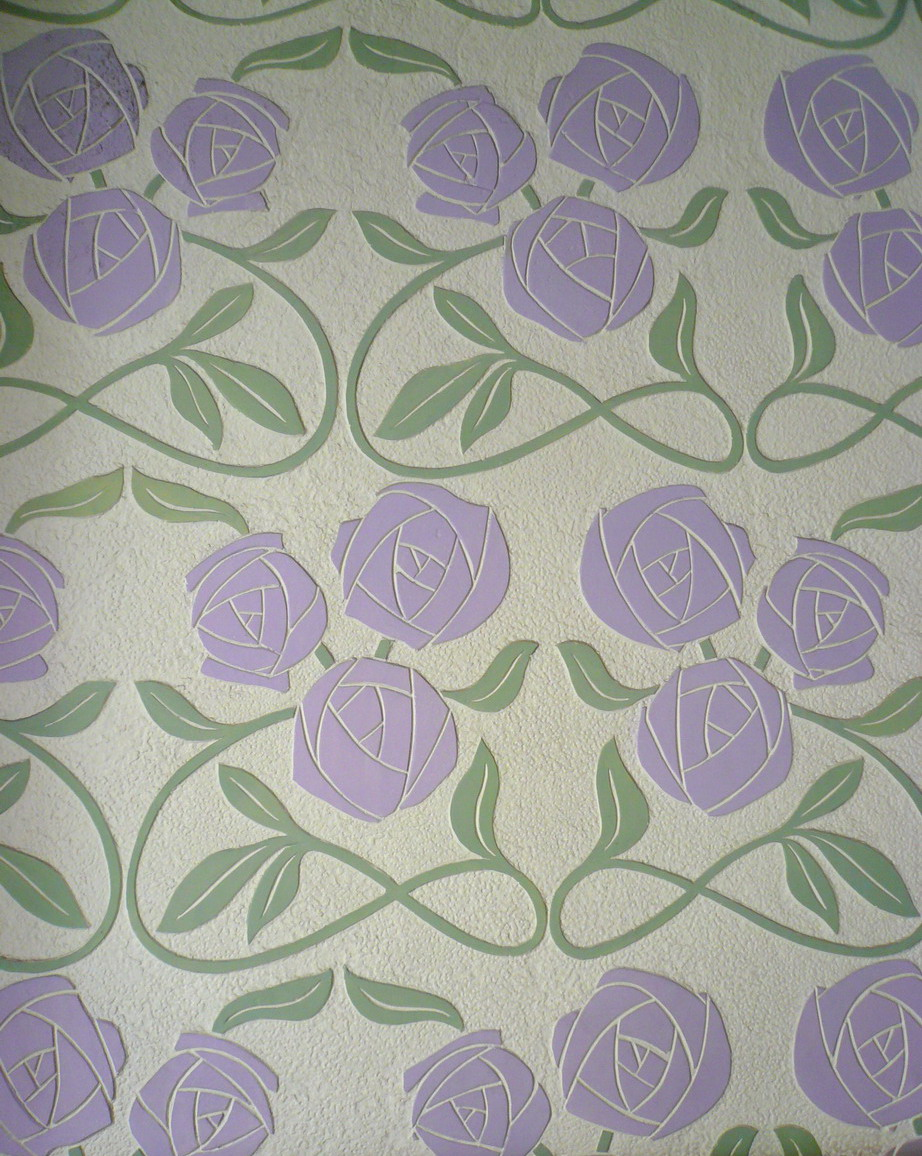
Estuc al foc
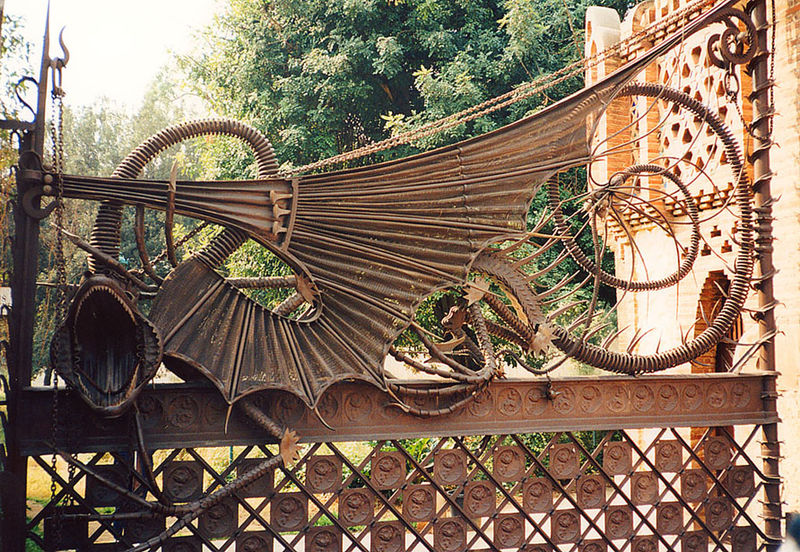
Ferro forjat
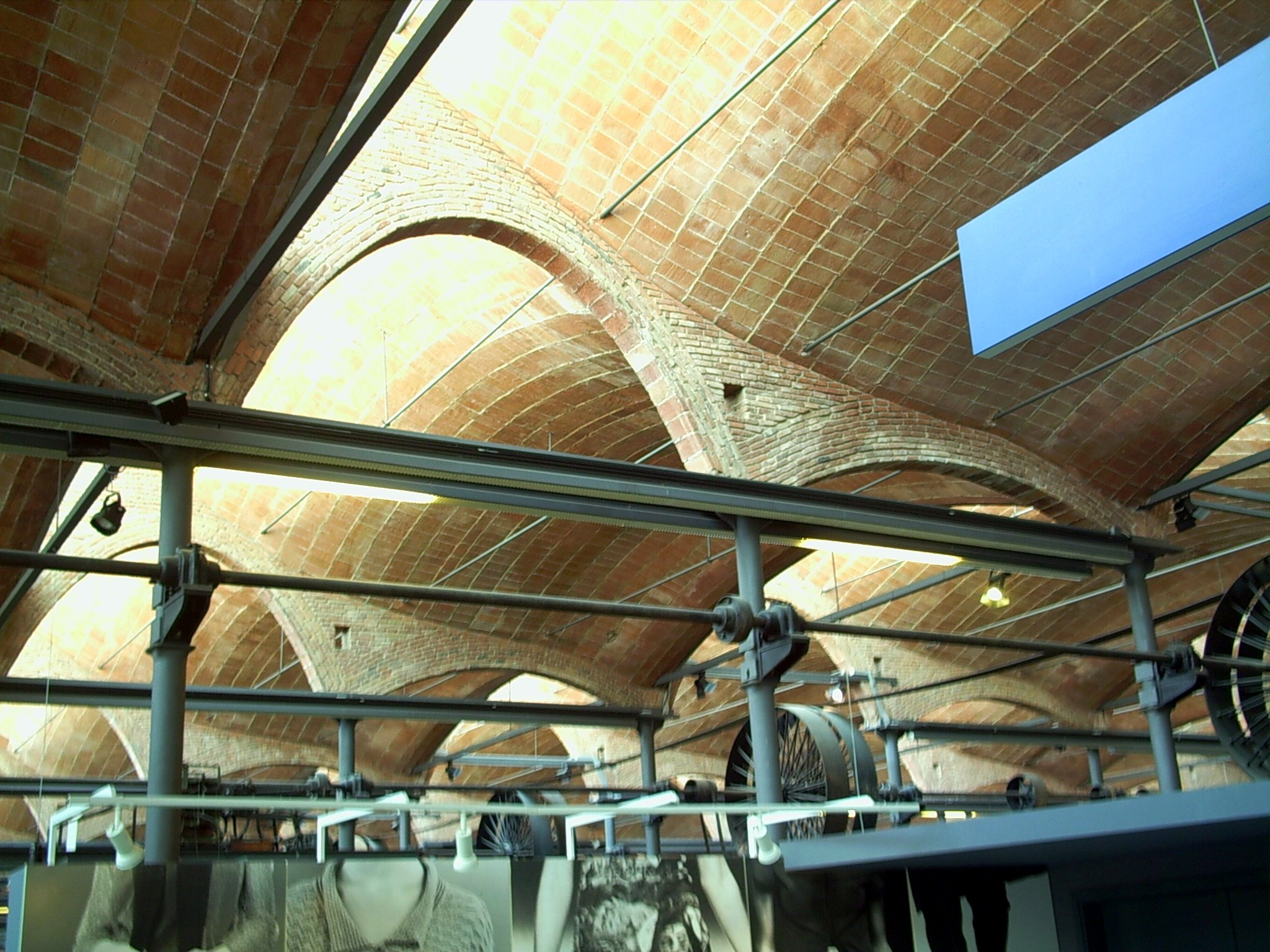
Volta catalana

Amb la puixança econòmica posterior a l'Exposició Universal, es construeixen una sèrie d'edificis innovadors que suposaran una valenta investigació formal. El recurs a la detallada ornamentació, els motius vegetals, les línies corbes i el colorisme de les façanes i els interiors comencen a desenvolupar-se en les primeres obres d'Antoni Gaudí, que serà l'arquitecte més influent del moviment. També es poden trobar en una sèrie de finques urbanes per a la burgesia de Lluís Domènech i Montaner (Casa Roura, Canet de Mar, 1889-92; Palau Montaner, Barcelona, 1889-93; Casa Thomas, Barcelona, 1895-98; i Casa Rull, Reus, 1900). Aquestes obres suposaran el germen de l'expansió del moviment en la geografia catalana l'última dècada del segle xix, quan es construeixen en els centres de les principals ciutats catalanes edificis d'habitatges burgesos de marcat caràcter representatiu. Josep Puig i Cadafalch (1867-1956) serà un dels principals arquitectes i projectarà la Casa Martí (Barcelona, 1895-96), on se situarà la popular cerveseria Els Quatre Gats, la Casa Coll i Regàs (Mataró, 1897-98) o la Casa Amatller (1898-1900). Puig i Cadafalch mostra en aquestes obres un rigorós esquema formal que mescla imatges medievalistes de palaus catalans i europeus. Per altra banda, els interiors dels edificis esdevenen àmbit d'una cuidada decoració fruit del treball en col·laboració amb artesans de gran qualitat, com ebenistes, metal·listes i guixaires.

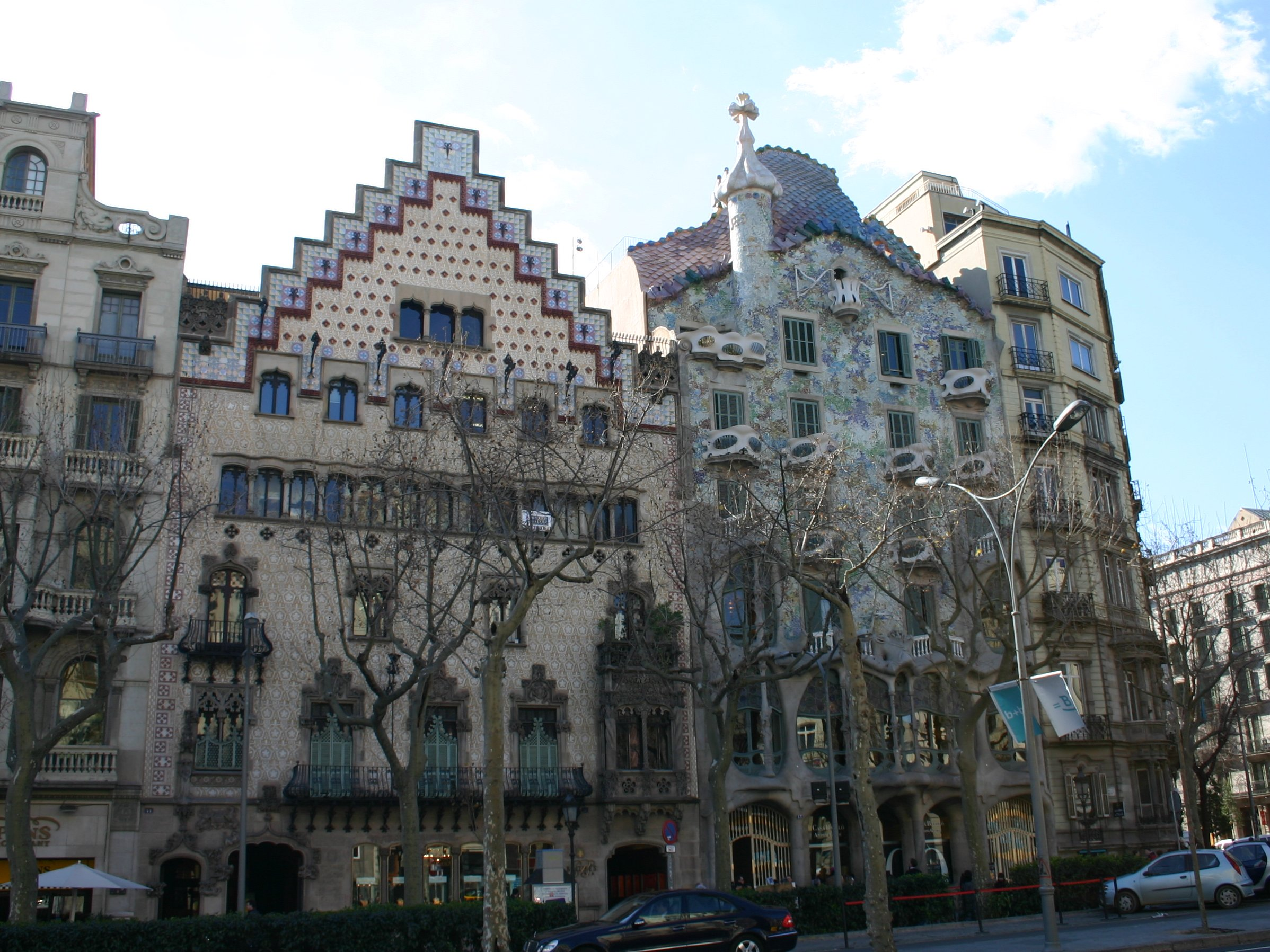
La Casa Amatller i la Casa Batlló, situades al passeig de Gràcia de Barcelona.

El barri barceloní de l'Eixample és un clar exemple de l'expansió. Entre les clares i rigoroses construccions dels mestres d'obres s'hi comencen a aixecar edificis d'una gran originalitat i qualitat urbana. Els millors exemples els trobarem en parcel·les en xamfrà, estretes o de grans dimensions, que obliguen a la recerca de noves solucions espacials, com la Casa Llopis Bofill, d'Antoni Gallissà (1902); la Casa Pomar, de Joan Rubió i Bellver (1904-05); la Casa Terrades o de les Punxes, de Puig i Cadafalch (1903-1905); o la Casa Lleó Morera, de Domènech i Montaner (1903-05). L'ús de la ceràmica vidrada, el maó vist i els esgrafiats enriqueixen les façanes d'uns edificis d'habitatges que es resolen en l'interior amb una riquesa de materials i mobiliari a fi de crear el càlid i domèstic interior burgès al qual estaven destinats. L'àmbit del Modernisme també va ultrapassar els límits de la capital catalana: gràcies al fenomen de l'estiueig, en trobem manifestacions arreu del territori en forma de torres de vacances.
Al voltant del canvi de segle es pot observar una renovació del repertori formal i estilístic de l'arquitectura, resultat en part dels contactes amb altres moviments europeus, de la potent influència de la figura d'Antoni Gaudí i de l'ampliació tipològica a edificis públics i de major dimensió. Domènech i Montaner desenvolupa l'Institut Pere Mata de Reus (1897-1919) i inicia la immensa obra de l'Hospital de la Santa Creu i Sant Pau (1902-1930). En ambdues obres, la complexitat del programa es resol amb un cert racionalisme en la disposició dels diversos pavellons, acompanyat d'un curós tractament de l'ornament i claredat constructiva. El projecte més reeixit de la carrera de Domènech i Montaner serà probablement el Palau de la Música Catalana (1905-1908), que va ser l'auditori de l'Orfeó Català i que havia d'ocupar un complex solar al nucli antic de Barcelona. Domènech assoleix en el Palau un perfecte equilibri entre la simbologia nacional de l'edifici, l'escala urbana, les limitacions del solar i l'imponent interior. Mitjançant una innovadora estructura metàl·lica, crea espais de grans dimensions banyats per vidrieres que omplen de llum les fantasioses i coloristes ornamentacions de les sales.

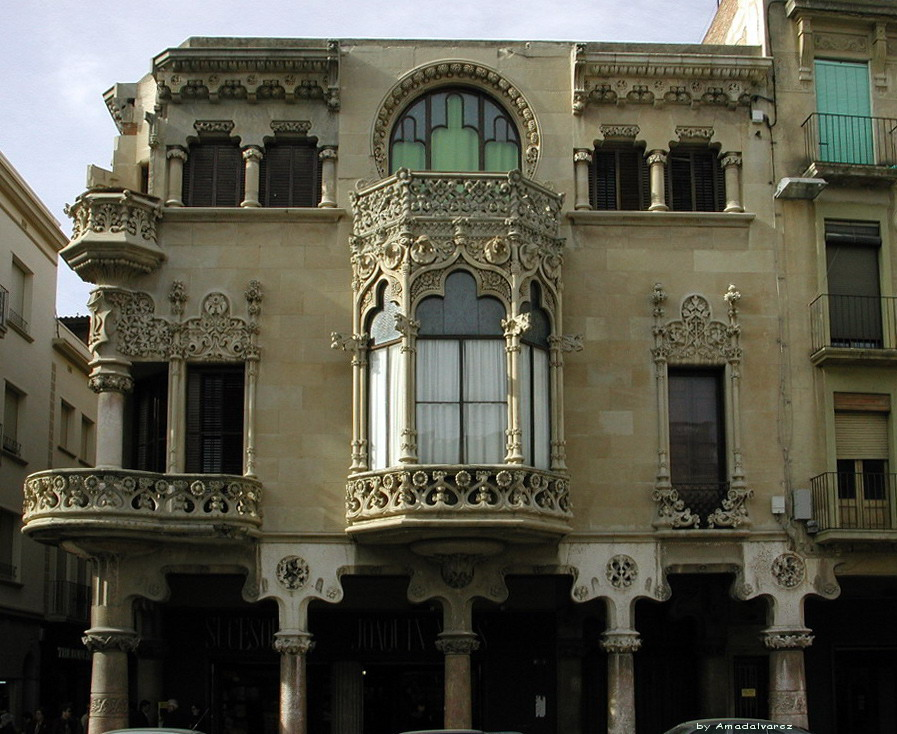
La Casa Navàs, obra de Domènech i Montaner, situada a Reus.

Dins d'aquesta ampliació tipològica cal citar el notable precedent del Celler Güell, de Francesc Berenguer (Garraf, 1888-90), o la Fàbrica Casarramona, de Puig i Cadafalch (Barcelona, 1909-11). Ambdues són obres de racionalitat constructiva, que assoleixen una gran expressivitat amb l'ús d'arcs parabòlics i voltes de maó de pla vistes. Servint-se dels mateixos recursos, Cèsar Martinell construeix cooperatives agrícoles a les comarques de Tarragona (el Pinell de Brai, Gandesa i Nulles, 1918-20) i al Vallès (Sant Cugat del Vallès), un clar exemple de sobrietat formal i eficàcia creativa mitjançant materials i tècniques constructives tradicionals.
A partir del 1906, el modernisme comença a perdre suport intel·lectual, en favor de l'universalista Noucentisme impulsat teòricament per Eugeni d'Ors. Tot i així, en aquest moment diversos arquitectes aconsegueixen alliberar gairebé per complet l'arquitectura de referències històriques. Rafael Masó (1880-1935) aplica lliurement l'ornamentació en els asimètrics volums de la Farinera Teixidor (Girona, 1910-11). Posteriorment enfoca l'arquitectura cap a una geometria de plans i línies ortogonals, en clara influència de l'arquitectura vienesa. Aquest enfocament culmina amb la Casa Masramon (Olot, 1913-14), on la voluntat representativa de l'edifici queda sotmesa a una sobrietat en els volums, els ornaments i el tractament dels materials.
Per altra banda, en aquest període es construeixen una sèrie d'obres que comparteixen el recurs a les formes vibrants i orgàniques en la recerca d'una potent expressivitat. La fàbrica tèxtil anomenada Vapor Aymerich, Amat i Jover (Terrassa, 1907-08) i la Masia Freixa (Terrassa, 1907-10), ambdues de Lluís Muncunill, mostren com un repetitiu recurs a arcs i voltes organitza per complet tota l'arquitectura, en espais de gran sensualitat. Quelcom semblant succeeix als edificis d'habitatges Casa Comalat (Barcelona, 1906-11), de Salvador Valeri Pupurull, i Casa Sayrach (Barcelona, 1918), de Manuel Sayrach i Carreras, on les referències orgàniques i les formes corbes permeten una imatge fantasiosa plenament allunyada dels estils històrics.
Un arquitecte deixeble de Gaudí, Josep Maria Jujol (1879-1949), resultarà ser un dels exponents més tardans de l'arquitectura modernista. Les seves obres, de les quals cal destacar la Torre de la Creu (1913) i Can Negre (1915-26), ambdues a Sant Joan Despí, el Teatre Metropol (Tarragona, 1908), l'església del Sagrat Cor de Vistabella (La Secuita, Tarragonès, 1918 - 23), i el Santuari de la Mare de Déu de Montserrat (Montferri, Alt Camp, 1926 - 31), mostren una sensibilitat formal al servei d'una profunda religiositat i un intens lligam amb la tradició rural catalana. La llibertat amb què Jujol tracta els elements ornamentals i els objectes tradicionals (carruatges, porrons, ulls de bou, eines de pesca) ha permès relacionar-lo formalment, si bé no essencialment, amb corrents artístics posteriors com el surrealisme o l'art brut.
Trets arquitectònics

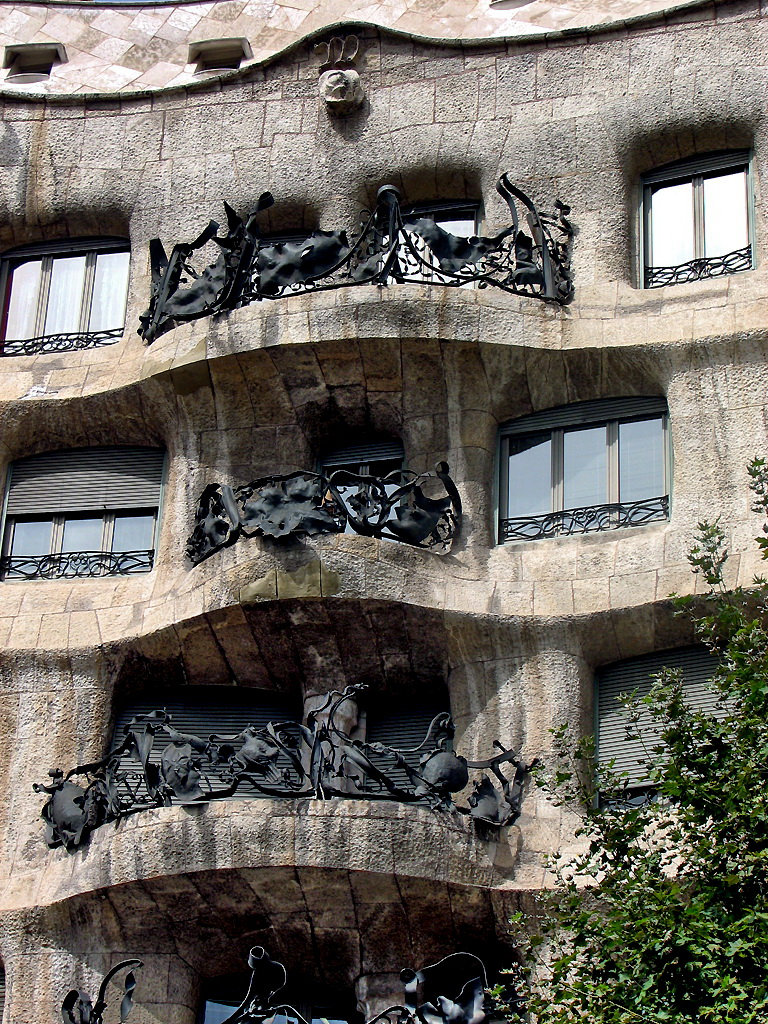
Predomini de la corba sobre la recta.
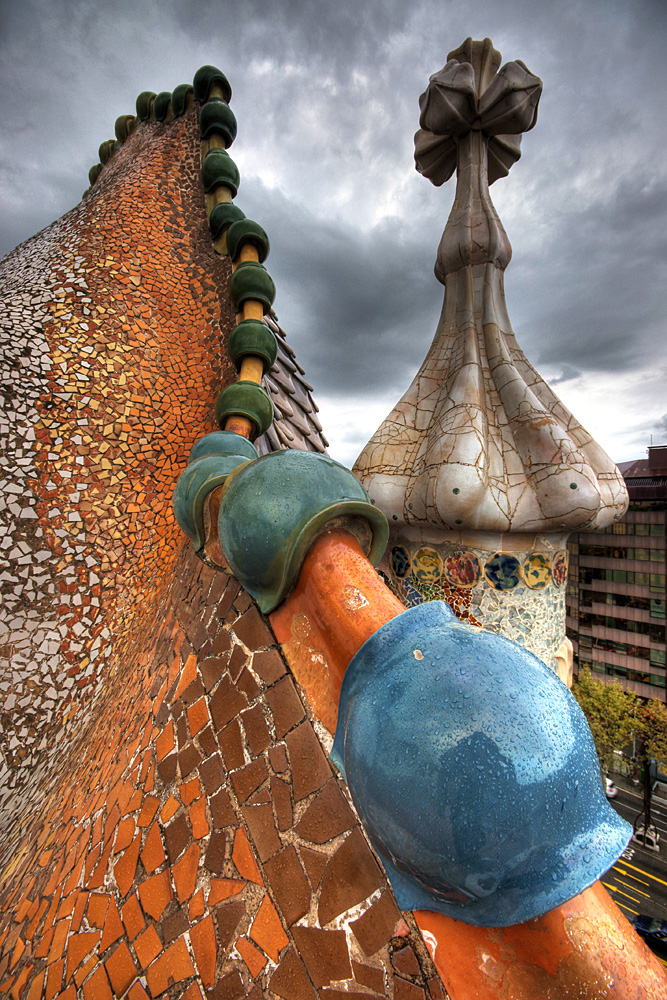
Asimetria de les formes.
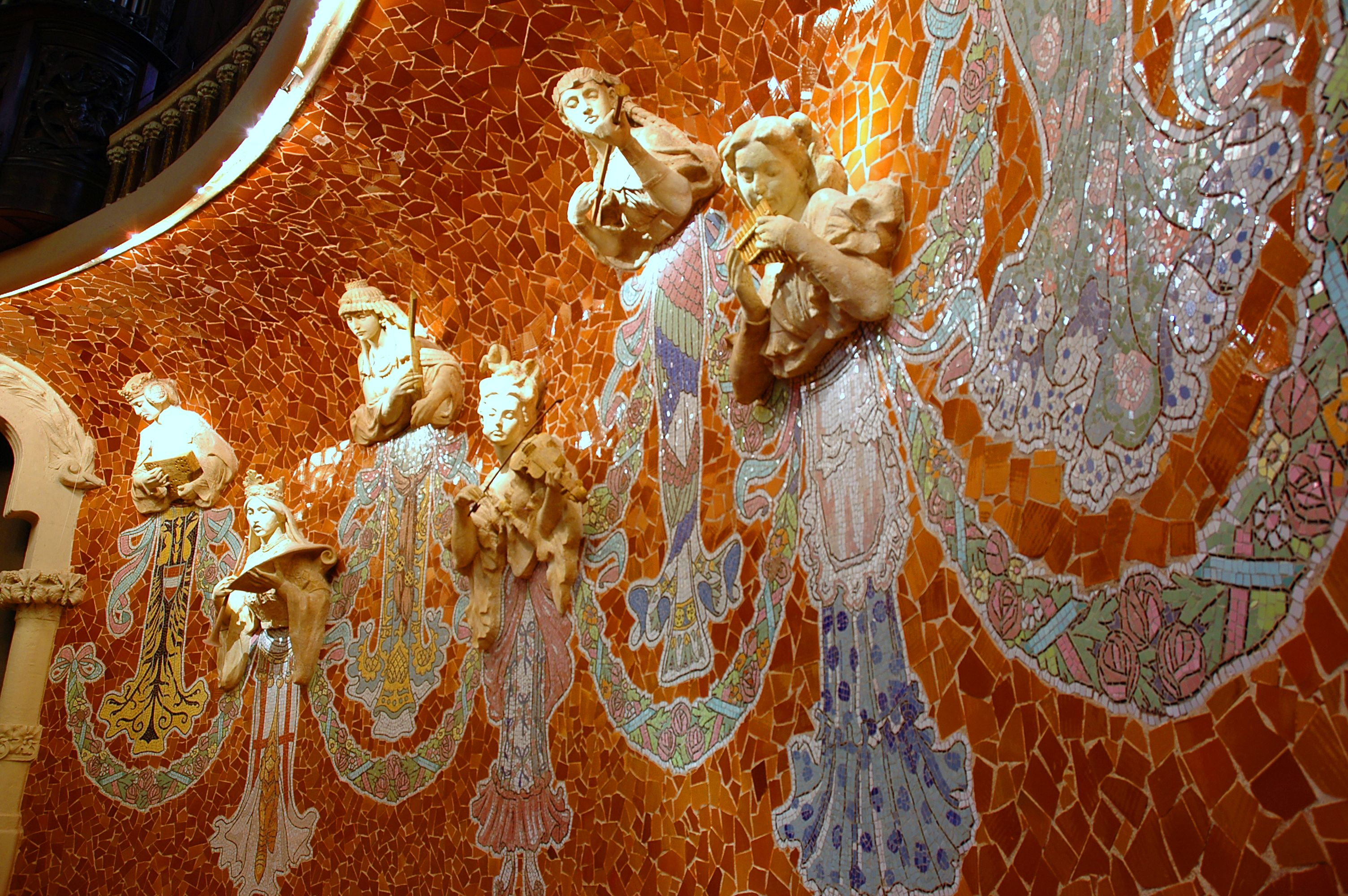
Detallisme de la decoració en la recerca d'una estètica.
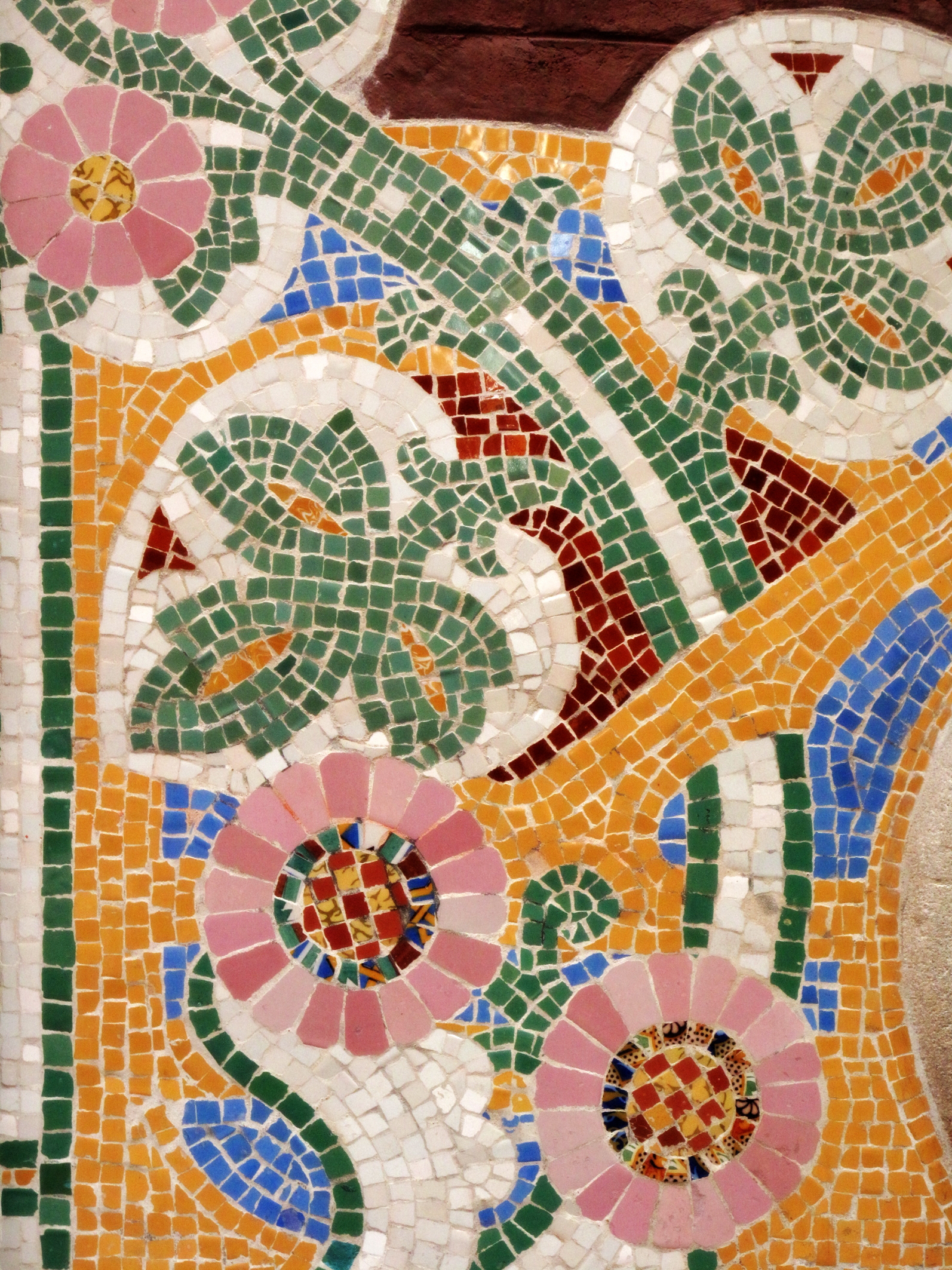
Ús freqüent de motius vegetals i naturals.
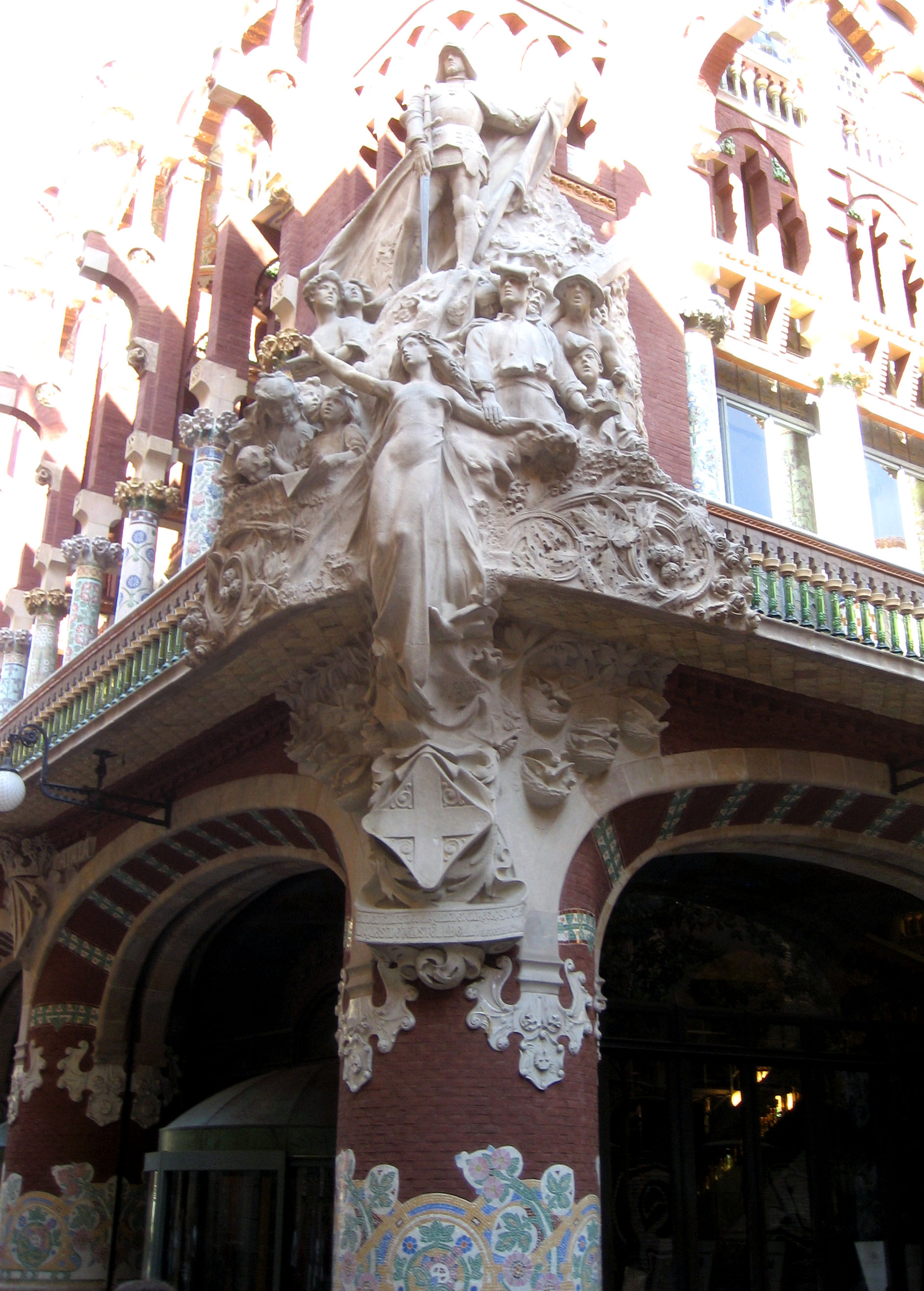
Les figures de dona.

El modernisme desapareix per complet la tercera dècada del segle xx, com havia succeït amb l'Art Nouveau a tot Europa. De les causes possibles de la decadència del moviment cal considerar el fet de no arribar a resoldre les necessitats d'estandardització que demanava la producció industrial moderna ni el problema de l'habitatge social, i l'impacte de les avantguardes artístiques de principi del segle xx.
Al Modernisme arquitectònic català li seguirà el noucentisme i el racionalisme arquitectònic dels anys 20 i 30 del segle xx. A més la tècnica, les possibilitats constructives dels nous materials i la decoració hauran d'anar lligades a un estil modern i internacional. Allò que serà important serà assolir un caràcter unitari entre tècnica/forma/ornamentació.
A més el modernisme català tingué una revifada a la ciutat de Melilla de la mà de l'arquitecte Enric Nieto i Nieto i va fer que Melilla contingui la segona concentració més gran d'edificis d'estil modernista després de Barcelona.
Al final del Modernisme Puig i Cadafalch va assenyalar: 
| «                   | hem aconseguit entre tots un art modern a partir del nostre art tradicional, adornant-lo amb bells materials nous i adaptant l'esperit nacional a les necessitats del día | » |
| — Puig i Cadafalch. | |   |

### Arquitectes destacats
El modernisme destacà especialment a l'arquitectura, amb una sèrie de noms que han esdevingut referents d'importància mundial: Antoni Gaudí, un genial arquitecte de forta inspiració personal que creà un estil individualitzat inspirat en la natura, orgànic i naturalista, amb noves solucions tipològiques com l'ús d'estructures hiperboloides i paraboloides, així com arcs catenàrics basats en funicles; entre les seves obres destaquen la Casa Vicens (1883 - 1888), El Capricho de Comillas (1883), el Palau Güell (1885 - 1889), la Torre Bellesguard (1900 - 1909), la Casa Calvet (1900), el Parc Güell (1900 - 1910), la Casa Batlló (1905 - 1907), la Casa Milà (1906 - 1910), la cripta de la Colònia Güell de Santa Coloma de Cervelló (1908 - 1914) i el Temple Expiatori de la Sagrada Família (1883 - 1926).
Lluís Domènech i Montaner feu una barreja de racionalisme constructiu i decoració fabulosa amb influència de l'arquitectura hispano-islàmica: Edifici Montaner i Simon (actual Fundació Antoni Tàpies, 1881 - 1886), Restaurant de l'Exposició Universal de 1888, conegut com a Castell dels Tres Dragons (actual Museu de Zoologia), Hospital de la Santa Creu i Sant Pau (1902 - 1913), Casa Lleó Morera (1905), Palau de la Música Catalana (1905 - 1908), Casa Fuster (1908 - 1910).
Josep Puig i Cadafalch adaptà el modernisme a certes influències del gòtic nòrdic i flamenc, així com elements de l'arquitectura catalana rural tradicional, amb forta presència d'arts aplicades i estucs. És autor, entre d'altres, de la Casa Amatller (1890 - 1900), la Casa Macaya (1901) i la Casa Terrades o de "les Punxes" (1903 - 1905).
Enric Sagnier i Villavecchia seguí un estil personal de línia classicista amb molt d'èxit entre la classe burgesa catalana: Palau de Justícia de Barcelona (1887 - 1908), Duana de Barcelona (1896 - 1902), Temple Expiatori del Sagrat Cor (1902 - 1961), Caixa de Pensions de Barcelona (1914 - 1917), Patronat Ribas (1920 - 1930).
Altres noms destacables són: Josep Maria Jujol, deixeble de Gaudí, però dotat d'una forta personalitat i geni creatiu, autor de la Torre de la Creu (1913) i la Casa Can Negre (1915), ambdues a Sant Joan Despí, l'església del Sagrat Cor de Vistabella (La Secuita, Tarragonès, 1918 - 1923), el Santuari de la Mare de Déu de Montserrat de Montferri (Alt Camp, 1926 - 1929), i la font de la Plaça d'Espanya (1929); i Lluís Muncunill, arquitecte municipal de Terrassa, autor en aquesta localitat de la Masia Freixa (1907 - 1910) i la fàbrica tèxtil anomenada Vapor Aymerich, Amat i Jover (actual seu del Museu de la Ciència i de la Tècnica de Catalunya, (1907 - 1908).
També hi consta Antoni Pascual Carretero (1863-1928) qui consta de gran imaginació a l'hora de combinar estils. Les seves obres mes destacades són: el Mercat de la Independencia a Terrassa, el Teatre Artesà en el Prat de Llobregat entre moltes altres obres.

### Edificis destacats
Patrimoni modernista declarat com a Patrimoni de la Humanitat:
- A Barcelona: Hospital de la Santa Creu i Sant Pau, Parc Güell, Casa Vicens, Palau de la Música Catalana, Temple Expiatori de la Sagrada Família, Casa Milà, Casa Batlló, Palau Güell.
- A Santa Coloma de Cervelló: Cripta de la Colònia Güell.

Patrimoni modernista declarat com a bé cultural d'interès nacional:
- A Barcelona: Fàbrica Casaramona, Porta i tanca de la Finca Miralles, Torre Bellesguard, Col·legi de les Teresianes, Casa Tosquella, Cases Ramos, Casa Calvet, Palau del Baró de Quadras, Casa Amatller, Casa Macaya, Casa de les Punxes, Casa Garriga Nogués, Fundació Antoni Tàpies, Casa Serra, Pavellons Güell, Casa Martí.
- A la resta del Barcelonès: Casa Enric Pavillard a Badalona i Torre Baldovina a Santa Coloma de Gramenet.
- A l'Alt Penedès: Caves Codorniu a Sant Sadurní d'Anoia.
- Al Bages: Casino de Manresa.
- Al Baix Camp: Casa Navàs i Casa Rull de Reus.
- Al Baix Llobregat: Torre de la Creu a Sant Joan Despí.
- Al Berguedà: Fàbrica de Ciment Asland a Castellar de n'Hug.
- A la Conca de Barberà: Celler Cooperatiu de Barberà de la Conca, Celler Cooperatiu de Rocafort de Queralt.
- A la Garrotxa: Casa Solà Morales a Olot.
- Al Maresme: Cementiri d'Arenys de Mar; Casa Puig i Cadafalch i Casa Garí a Argentona; Casa Coll i Regàs i Cooperativa Obrera Mataronina a Mataró.
- Al Priorat: Celler Cooperatiu de Cornudella de Montsant i Celler Cooperatiu de Falset.
- A la Segarra: Farinera del Sindicat Agrícola de Cervera.
- Al Tarragonès: Església del Sagrat Cor de Vistabella.
- A la Terra Alta: Celler Cooperatiu de Gandesa i Celler Cooperatiu del Pinell de Brai.
- Al Vallès Oriental: Casa Barbey, Casa Antoni Barraquer, La Bombonera i Torre Iris a la Garriga.

## Pintura

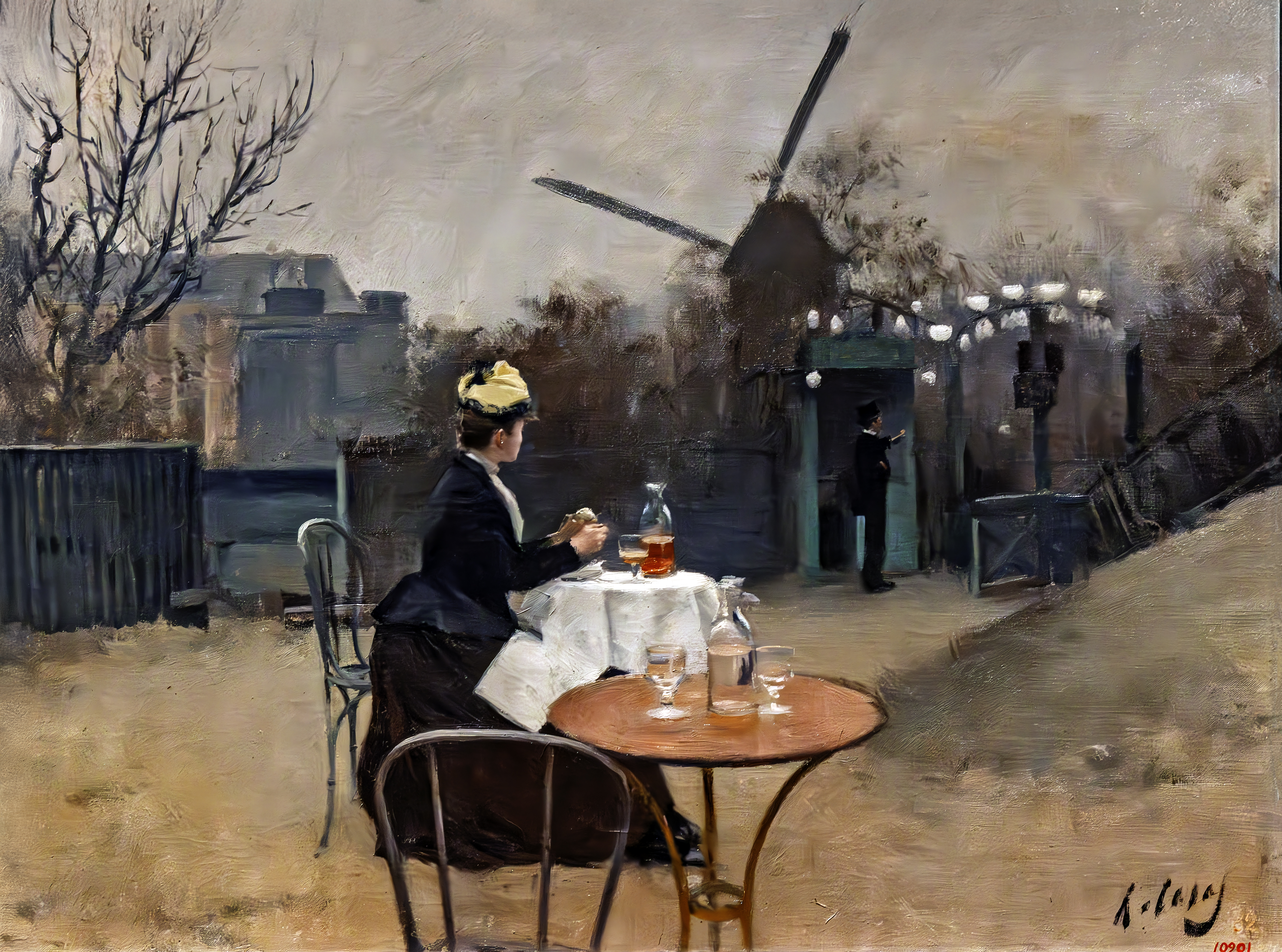
Plein air, Ramon Casas (MNAC).

Encara que els modernistes més famosos són arquitectes, els primers artistes catalans que van rebre aquest adjectiu van ser, segurament, Santiago Rusiñol i Ramon Casas quan havien tornat de París, al començament del decenni dels noranta, i n'havien portat una visió grisa, moderadament impressionista, de temes suburbials d'un Montmartre encara desconegut per la majoria, i d'altres racons de França i fins i tot de la mateixa Catalunya, fets aquests ja sota la influència rebuda fora. L'emblemàtic oli de Casas Plein air, de cap al 1891, que és al MNAC, és l'exemple més conegut i entenedor d'aquest estil, com també El Sacré-Coeur en construcció (1890), de Rusiñol, al Musée d'Orsay de París.
Aquella manera de pintar les coses, influïda per Edgar Degas o James Whistler, que defugia l'anècdota i l'enquadrament brillant per donar importància a la pintura pura, sonava tan nova que va desconcertar molts afeccionats i va desagradar molts altres, mentre començava a seduir aquells que sintonitzaven amb la modernitat d'aleshores. I així el modernisme pictòric es va obrir pas.
Rusiñol i Casas van ser els grans noms d'aquest corrent. Rusiñol, a més de pintor, era un gran escriptor –prosista, dramaturg, periodista...–, molt popular entre un públic ampli, i a més va ser el gran teòric de la modernitat cultural de la Catalunya del seu temps. Quan es referia al modernisme, ell, fent broma, en deia el Partit. La pintura modernista es presentà al públic en exposicions particulars a les galeries d'art barcelonines, sobretot la famosa Sala Parés.
Al costat d'ells, Alexandre de Riquer introduïa un modernisme diferent: un art total –pintura, cartellisme, disseny, fins i tot poesia– que es basava en un estil tan modern com el de Rusiñol i Casas però oposat: el simbolisme. El simbolisme de Riquer, molt influït pel prerafaelitisme anglès, s'expressava a través d'escenes d'ensomni, amb fades, nimfes o àngels que solien moure's en un context vegetal, de boscos o jardins, estilitzats i depurats. Altres noms destacables són Dionís Baixeras, Eliseu Meifrèn i Joaquim Vancells.

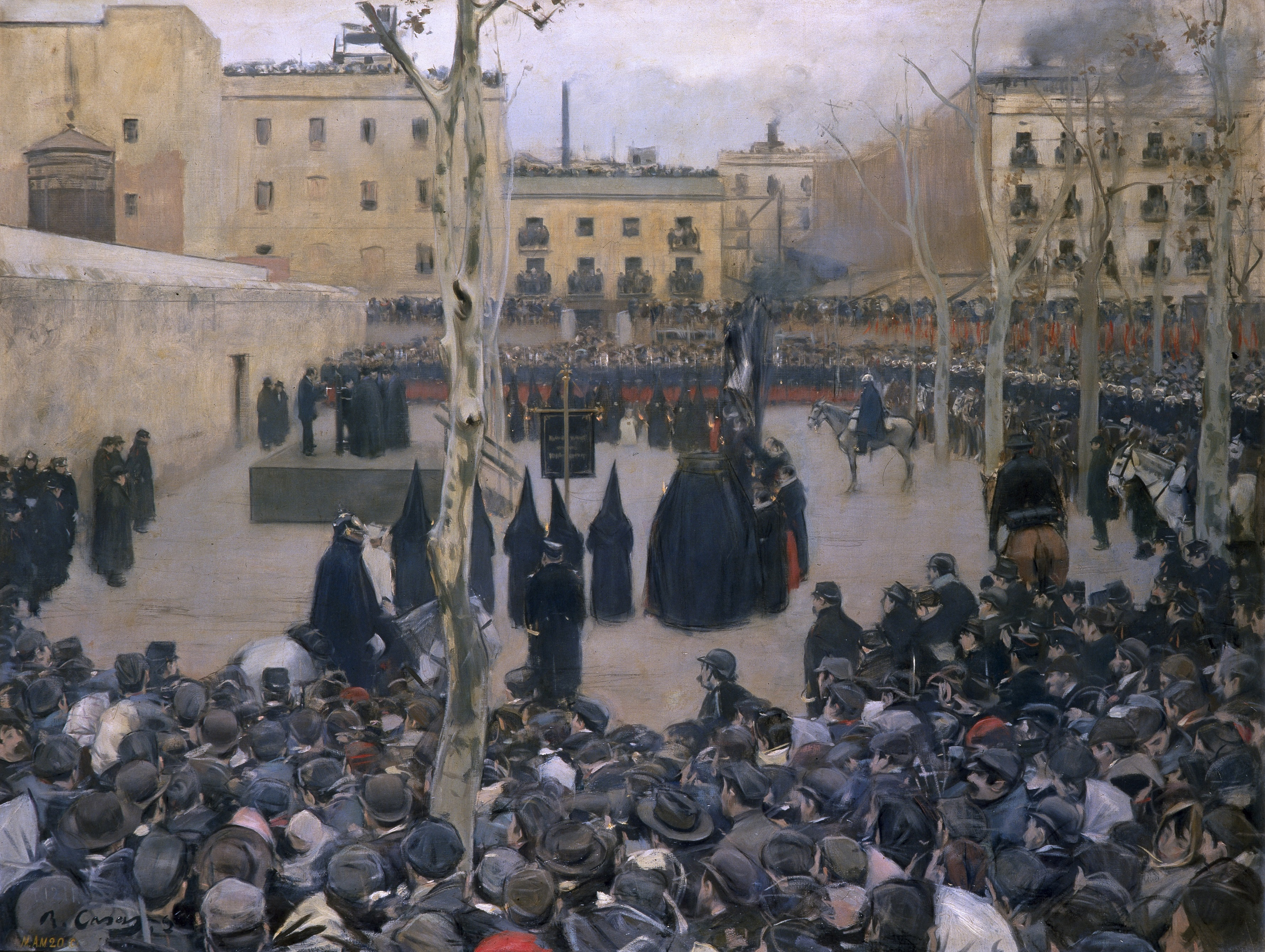
'Garrot vil (1894), Ramon Casas. (MNCARS).

Les dues tendències coexistien i Rusiñol va arribar a passar-se al simbolisme cap al 1894, mentre que Casas es mantenia fidel al modernisme realista i cada cop es mostrava, fins i tot, més verista. Buscava en els quadres més ambiciosos el ressò de fets punyents de la vida quotidiana, vistos amb una mirada molt moderna però amb voluntat narrativa, com és el cas de Garrot vil (1894), al Museu Nacional Centro de Arte Reina Sofia, de Madrid.
Al llarg dels anys noranta, època daurada del modernisme pictòric, van coexistir doncs les dues branques. Al simbolisme, que va tenir el clímax a la segona meitat del decenni, s'hi van afegir pintors com Josep Maria Tamburini, Joan Brull i un jove polifacètic amb un gran pes en la vida cultural catalana, Adrià Gual, un altre artista total que a més de pintor va ser un dels grans homes de teatre de Catalunya, així com grafista i fins i tot pioner del cinema català.
Sebastià Junyent, pintor i intel·lectual, que havia començat dins una mena de modernisme gris parent del de Casas, va fer més endavant tota mena d'assaigs pictòrics, entre els quals també el simbolisme i el primitivisme. Laureà Barrau i Manuel Feliu de Lemus, en canvi, van ser bons exponents del modernisme més realista, i Lluís Graner, a més de pintor, va ser capaç d'impulsar espectacles modernistes on s'integraven text, música, escenografia i sovint cinema, en una altra mostra d'intent d'art total.
Al costat d'ells va sorgir la figura de Francesc Gimeno, un realista cru, de pinzellada solta i vigorosa i temes prosaics, que hauria de ser tingut per tan modernista com els altres, però que vivia al marge dels grups consagrats i va tardar anys a fer-se valorar.
El grup inicial de Rusiñol i Casas, juntament amb Miquel Utrillo, home molt inquiet, més recordat avui com a promotor d'art que com a pintor, que també ho era, va aglutinar el nucli d'Els Quatre Gats, on els modernistes catalans de fi de segle van trobar aixopluc i lloc d'encontres, petits espectacles i exposicions. El mateix grup, a través de les revistes Quatre Gats, Pèl & Ploma i Forma, va donar cos a una plataforma, solvent i brillantment presentada, de suport i difusió de les novetats culturals catalanes i internacionals del moment.

## Escultura

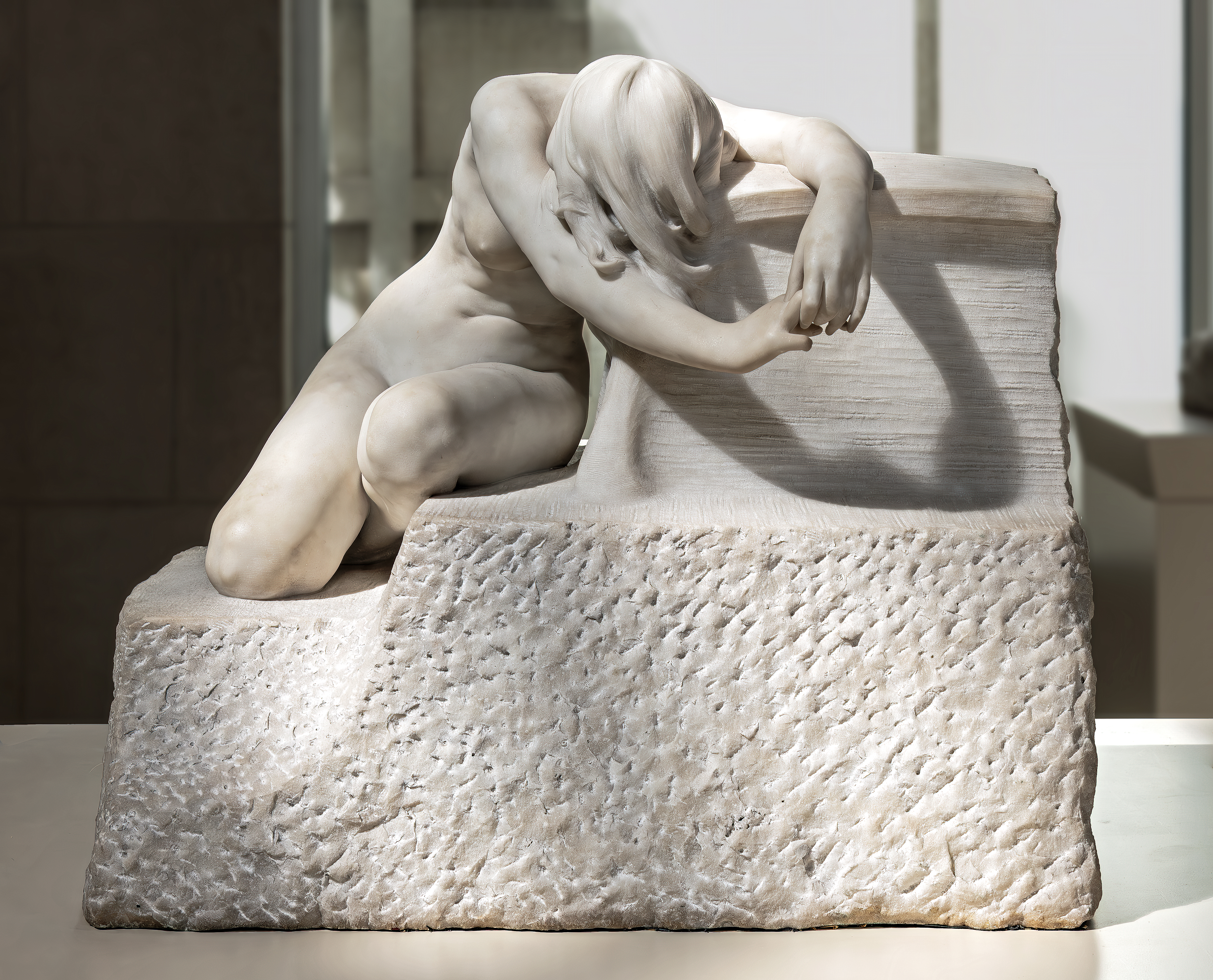
Desconsol (Josep Llimona, 1903) custodiada avui dia al MNAC

L'escultura modernista catalana va trigar més a descloure's. En bona part va lligada a l'arquitectura, ja que són molts els edificis emblemàtics que van essencialment recoberts d'escultura modernista d'Eusebi Arnau, de Miquel Blay o d'altres. Tanmateix, l'escultura com a art nou independent no va fer-se notar de debò fins a l'aparició del millor Josep Llimona, que a part d'obres públiques també va realitzar magnífiques figures de marbre, especialment femenines (Desconsol, 1903, MNAC), en les quals, amb molta personalitat pròpia, s'hi poden trobar ressons de les deliqüescències del francès Auguste Rodin o del vigor físic dels temes obrers del belga Constantin Meunier. És a dir, que a l'escultura modernista catalana també coexistien dos estils ben diferents: un de semblant al simbolisme i l'altre, al naturalisme. Blay i Arnau, malgrat estar més avesats a fer estàtues públiques o grups aplicats a l'arquitectura, també van produir peces de col·leccionisme modernistes prou significatives, igual que Enric Clarasó (Eva, 1904, MNAC), el gran amic de Rusiñol i Casas.

## Literatura

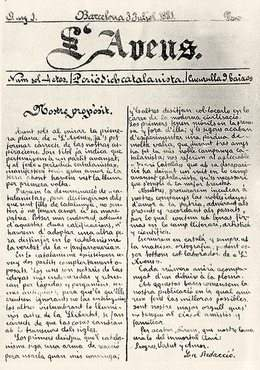
Portada de la revista L'Avens el 1881

El modernisme català va significar la transformació, en paraules de l'escriptor Joan Fuster, d'una cultura regional i tradicionalista en cultura nacional i moderna. Va ser molt més, doncs, que una opció estètica. Va ser una opció ideològica de fons en el sentit més ampli de la paraula. Els modernistes anhelaven trencar amb les velles nocions que havien arrelat amb la generació anterior. L'objectiu era aconseguir una cultura moderna amb formes i idees noves, superar el positivisme naturalista i, alhora, la Renaixença i invalidar els valors socials i artístics establerts. Per fer-ho, calia emmirallar-se en les cultures més avançades d'Europa, sobretot la francesa, i crear de nou un art, una literatura i uns corrents de pensament que, homologats segons els criteris de modernitat, permetessin un canvi global del model de societat.
Els primers passos els van fer els que havien optat pel catalanisme progressista de Valentí Almirall. El sector liderat per Ramon D. Perés va fer possible la primera etapa de L'Avens (1881-1884). En aquest primer cenacle hi havia els crítics Josep Yxart i Joan Sardà, ben establerts en l'engranatge cultural de la restauració però atents, ja, a les noves propostes. Aquest primer grup va començar a donar forma, molt tímidament, al modernisme.
Més clara i contundent va ser la postura dels que formarien part de la segona etapa de la revista, ara L'Avenç (1881-1893). Articles com el que amb el temps esdevindria tot un clàssic, Viure del passat, de Jaume Brossa, delimitaven amb nitidesa l'abast del nou corrent. Joaquim Casas-Carbó i Jaume Massó i Torrents van reformular la revista. Més tard, s'hi van incorporar Alexandre Cortada, Raimon Casellas i Brossa mateix, que van donar el to combatiu que caracteritzaria la publicació. El canvi de nom de la revista també fou significatiu. L'Avenç adoptava un nou model de llengua i s'afegia a la campanya de reforma lingüística que propugnava un català unitari i vàlid per a tots els usos cultes. Per tant, el nou equip de la revista no tan sols abanderava la modernitat sinó que les aspiracions tenien un abast nacional.
Aquest segon capítol de L'Avenç es va tancar el 1893. S'havia aconseguit la formació d'una intel·lectualitat moderna, però l'esperit anàrquic d'alguns membres de la revista, sobretot de Brossa i Pere Coromines, i la repressió consegüent, que va culminar amb el procés de Montjuïc, en van estroncar la continuïtat i van propiciar discrepàncies internes i la dispersió, en diversos fronts, d'aquella intel·lectualitat primerenca.
En aquesta etapa havia tingut força influència el sector vitalista i individualista, que capitanejaven Brossa i Cortada, introductors d'Ibsen i de Nietzsche. Amb la dispersió, però, van prendre més importància altres maneres d'entendre el modernisme, com ara la de Santiago Rusiñol, deutora del simbolisme decadentista, o la de Joan Maragall, molt més fluctuant, d'ordre vitalista però ni de bon tros tan combativa. A més, Maragall tenia un pes notable dins l'opinió pública de la burgesia conservadora i va poder difondre les seves idees des del Diario de Barcelona. Per la seva banda, Raimon Casellas va iniciar un procés de difusió encara més ampli de les idees modernistes des de les pàgines de La Vanguardia, on exercia de crític d'art. Les dues tendències més diferenciades compartien la mateixa voluntat d'europeïtzació com a via de regeneració social i cultural, però no deixaven de reflectir una incoherència de fons: mentre que uns propugnaven la intervenció social, els altres optaven pel rebuig de la societat. Aquesta diversificació del moviment posterior al 1893, que té un correlat estètic ben palpable, va propiciar el distanciament, sobretot en les formes: si el sector regeneracionista, dominat per Jaume Brossa, continuava en la línia vitalista de L'Avenç, Santiago Rusiñol i Raimon Casellas vindicaven, cadascú amb els seus mitjans, una opció de caràcter esteticista que desembocava en el concepte de l'Art per l'Art.

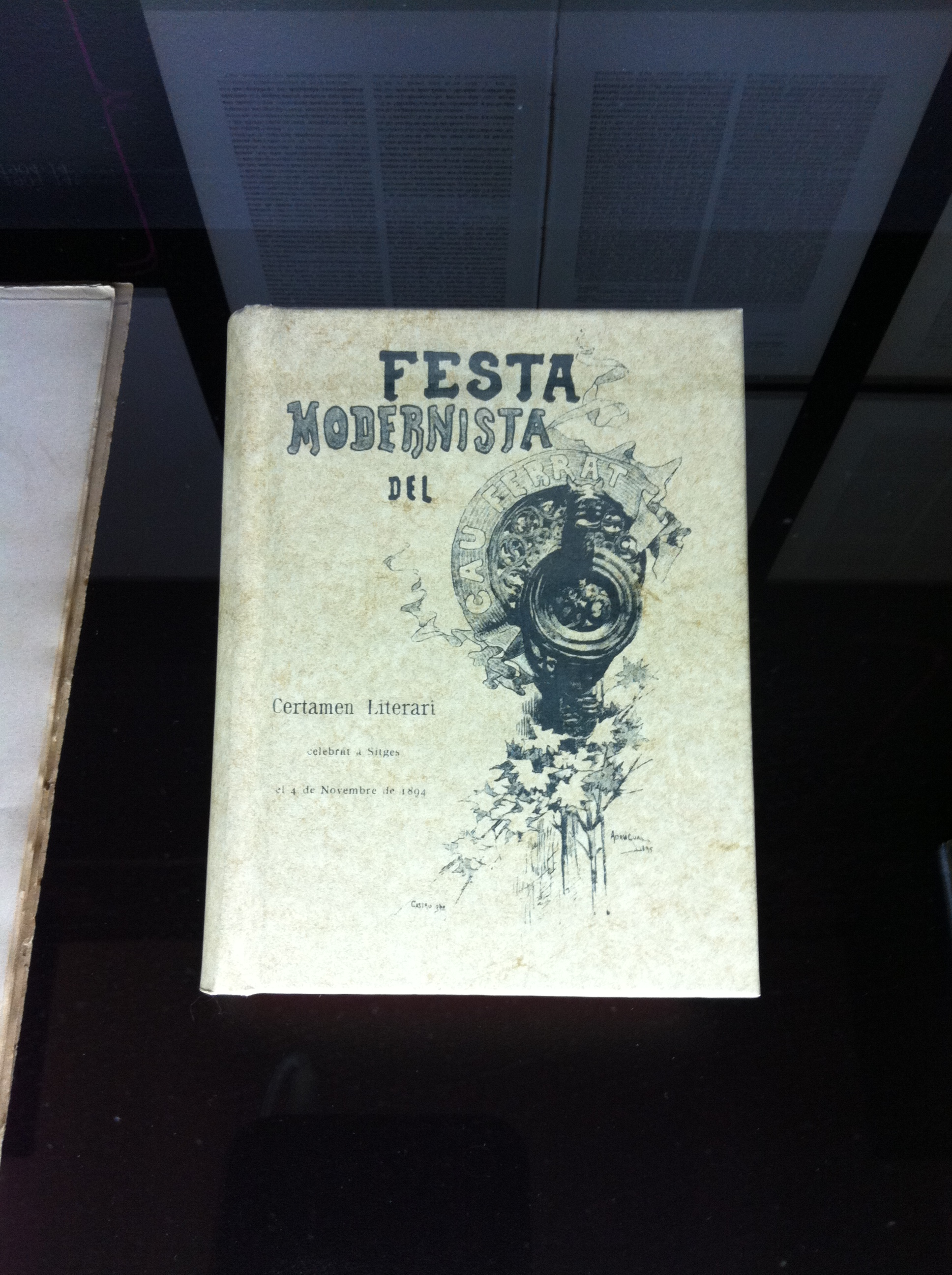
Portada del llibre del certamen literari de les festes modernistes

L'art esdevenia, per aquests darrers, una forma d'escapament de les servituds de la societat industrial i un consol contra la mentalitat burgesa, mercantilista i allunyada del refinament. Un dels esdeveniments paradigmàtics d'aquest sector van ser les Festes Modernistes de Sitges, on la sublimació de l'art venia avalada per noms internacionals de gran pes que ells mateixos introduïen per primera vegada a la Península. D'aquests noms, el més influent va ser Maurice Maeterlinck, dramaturg belga d'expressió francesa que, sobretot amb La intrusa, que es va estrenar en versió catalana, durant la segona Festa Modernista, el 1893, va deixar una petja indeleble en els autors, fascinats per les possibilitats evocadores del teatre simbolista.
Si L'Avenç havia estat el primer òrgan d'expressió modernista, la revista Catalònia en prenia, en certa manera, el relleu, a partir del 1898 i fins al 1900, guiada per una voluntat de reconstrucció del moviment. En aquesta nova etapa, la ideologia era molt més moderada i es va començar a col·laborar amb la burgesia. Almenys en el pla teòric, s'havien superat les discrepàncies entre regeneracionistes i esteticistes, i Catalònia era la plataforma que més bé reflectia aquesta voluntat d'un front comú intel·lectual amb pretensions de participar en la vida pública. L'aparició, immediatament posterior, del setmanari Joventut (1900-1906) indicava que els vincles amb el catalanisme polític d'esquerres s'havien afermat. S'acceptaven models estètics eclèctics, ben d'acord amb la varietat de models intrínseca del modernisme.
Alguns estudiosos asseguren que el modernisme va acabar dissolent-se dins el catalanisme. El pas de Joventut a El Poble Català demostra, en certa manera, aquesta dissolució. A El Poble Català hi col·laboraven Gabriel Alomar, el mateix Joan Maragall, Jaume Brossa i Roger o Eugeni d'Ors, que seria acollit, poc després, a les files de La Veu de Catalunya. En aquell moment, doncs, el sector esquerrà era força representatiu dins de la polarització del catalanisme polític dels primers anys del segle. Al mateix temps, un Noucentisme incipient començava a fer pressió i a demostrar capacitat d'actuació orgànica amb la política conservadora del país.
Això no obstant, va ser precisament durant aquests anys que el modernisme va donar els fruits literaris de més qualitat. En l'àmbit de la novel·la, dues de les obres canòniques del moviment són del 1901 (Els sots feréstecs, de Raimon Casellas) i del 1905 (Solitud, de Víctor Català). Són novel·les que deixen enrere l'òptica naturalista i reflecteixen el conflicte entre l'individu i l'ambient servint-se de recursos simbòlics que en potencien la significació, de l'explotació de la subjectivitat i d'un model de llengua molt connotat i suggestiu. L'aportació, més tardana, de Josep Pous i Pagès, amb La vida i la mort d'en Jordi Fraginals (1912), confirma i clou la incidència d'aquest tipus de novel·la iniciàtica, ben pròpia del moment.
A la narrativa curta, els modernistes van utilitzar una gran diversitat d'estils i de tendències estètiques. A Drames rurals, Caterina Albert i Paradís (coneguda pel seu nom de ploma Víctor Català) va optar pel determinisme còsmic tràgicament intens. En canvi, a Les multituds, Raimon Casellas utilitzava el tractament monogràfic de l'enfrontament de l'individu amb la massa social. I això sense obviar propostes decadents, com les de Prudenci Bertrana, a Josafat, o Miquel de Palol, a Camí de llum, o bé satíriques i filles del costumisme, com L'auca del senyor Esteve, de Santiago Rusiñol. El modernisme va tenir un abast prou ampli per acollir narradors com Joaquim Ruyra (Marines i boscatges és del 1903), que va treballar els motius propis del moviment –com ara el tractament de la natura–, sovint amb formes clarament decadentistes i amb una capacitat de matís i una exigència formal inusitades.

### Teatre
El Teatre modernista va ser, potser, el gènere que més bé va reflectir l'existència de dues tendències. Per una banda, la vitalista i ibseniana d'Ignasi Iglésias i Joan Puig i Ferreter, i la simbolista, conreada, entre d'altres, per Santiago Rusiñol i per l'ànima de l'agrupació Teatre Íntim, Adrià Gual.
Després de Guimerà, l'escena catalana es va veure abocada a una transformació incessant, primer de la mà del modernisme i després del Noucentisme. A les dècades dels vint i dels trenta, el teatre català va viure un esclat d'autors, d'espais i de companyies, però sobretot de públic. Aquesta dinàmica ascendent es va veure truncada per l'adveniment de la Guerra Civil espanyola, el final de la qual va tenir unes conseqüències traumàtiques.
A la darrera dècada del segle xix, el teatre català vivia una situació de transició. Per una banda, desapareixien els autors que havien dominat bona part del segle com Frederic Soler o Eduard Vidal i Valenciano i els que no morien deixaven de publicar, com Conrad Roure o Josep Maria Arnau. Per l'altra, el país rebia noves influències d'origen europeu, realistes i simbolistes, i s'inspirava en autors com Ibsen o Maeterlinck.
En aquest context, un nou moviment, el modernisme, es començava a vertebrar a partir d'unes premisses estètiques difuses. El propòsit fonamental del moviment era modernitzar la cultura catalana, homologant-la al context europeu i construint una nova estètica allunyada dels principis del racionalisme i del positivisme. El modernisme qüestionava els valors establerts, situava l'individu com a centre de la majoria de reflexions i portava els conflictes morals i socials a primer terme. Els principals centres de difusió de la nova estètica van ser el cafè Els Quatre Gats, les Festes Modernistes al Cau Ferrat de Sitges i les revistes Quatre Gats, Pèl & Ploma i Joventut, entre d'altres. Dins del modernisme es poden encabir autors tan diversos com Apel·les Mestres, un dels principals precursors, Santiago Rusiñol, Ignasi Iglésias, Juli Vallmitjana, Joan Torrendell, Adrià Gual o Felip Cortiella.
Rusiñol, a banda de pintor i prosista, va ser un dels principals dramaturgs del moviment. Va actuar com a dinamitzador modernista amb les Festes Modernistes al Cau Ferrat de Sitges. En les seves primeres obres, com Cigales i formigues (1901) o L'heroi (1903), va jutjar la societat del moment, considerada banal, materialista i supèrflua, a la qual oposava la figura de l'artista, el geni redemptor. Les relacions entre aquest i la societat, però, van canviar substancialment a La mare (1907), on Rusiñol es va mostrar molt més indulgent i conformista.
Aquesta obra va ser el preludi de la seva posterior reconversió, de la bohèmia a la vida burgesa i assenyada. Cal destacar també L'auca del senyor Esteve, una de les seves obres més conegudes, retrat agredolç de la burgesia barcelonina del començament de segle. Escrita el 1907 com a novel·la i feta la versió dramàtica el 1910, va ser estrenada amb gran èxit el 1917.
Ignasi Iglésias va cultivar un teatre més social. Nascut en els ambients obrers de Sant Andreu del Palomar i format com a dramaturg en el teatre societari, Iglésias, tot i el regust simbolista de les primeres obres, com L'escurçó (1894), amb el canvi de segle va fer un gir naturalista, amb peces com El cor del poble (1902), ‘Els vells' (1904) i Les garses (1905), que van esdevenir els seus èxits principals. El món representat per Iglésias és un món obrer vuitcentista amb unes problemàtiques pròpies de la menestralia barcelonina. Iglésias, militant del republicanisme federal, prenia en consideració les injustícies socials però no acceptava l'antagonisme de classes. En les seves obres existia una supremacia moral de l'obrer que el feia triomfar per sobre de l'ambició i la corrupció de la burgesia, sempre dins d'un ordre social presidit pel pactisme.
Juli Vallmitjana va retratar les realitats més marginals i exòtiques de la Barcelona del moment. Va mostrar la realitat dels gitanos i dels baixos fons de la ciutat, en obres com Els zin-calós (1911) o Rují (1918), en què incorporava un argot i uns personatges propis d'aquests ambients. En el marc del modernisme també van aparèixer propostes col·lectives, com la del Teatre Íntim d'Adrià Gual o la de l'Agrupació Avenir de Felip Cortiella, la primera arrelada en l'estètica simbolista i la segona, en el moviment polític anarquista.

### Poesia

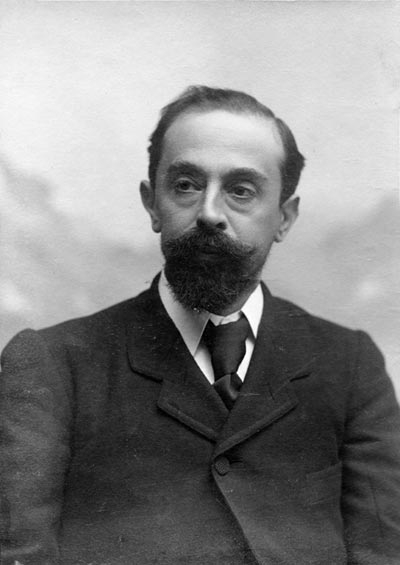
Joan Maragall

Finalment, una figura cabdal dins la poesia modernista va ser Joan Maragall. El poeta va introduir a Catalunya una bona part de la poesia alemanya (Goethe, Novalis, Nietzsche) i va renovar plantejaments teòrics i formals. Malgrat que Maragall continuava condicionat per les floritures i el retoricisme de la Renaixença, va fer una defensa de l'espontaneïtat i de la recerca de la simplicitat. Tot plegat ho va recollir en la seva teoria de la paraula viva, que va crear escola. El poeta rebutjava la grandiloqüència i adoptava una naturalitat que partia de l'experiència personal. El llenguatge, doncs, s'apropava a la parla col·loquial i es deslligava dels jous formals. Maragall tenia un concepte messiànic del poeta i la seva obra va ser un exponent de vitalisme, sobretot després que el simbolisme minimitzés la dimensió social de la poesia. La recuperació de la poesia popular i, també, del Jacint Verdaguer tardà per part dels modernistes, formava part d'aquesta operació de reconsiderar la força emblemàtica, social i nacional de la paraula.
Calia tendir, doncs, a l'espontaneisme, una garantia de l'autenticitat i de la sinceritat de l'artista per sobre de les convencions enquistades del gènere. Si bé aquesta tendència va propiciar l'aparició d'una gran quantitat d'acòlits, no sempre literàriament convincents, hi va haver, també, una reacció opositora que va vetllar per l'adopció de formes classicitzants i culturalistes, convençuda de la necessitat del domini del llenguatge culte i de les formes artificioses. Aquest sector, molt influït pel parnassianisme francès, comptava amb poetes com Gabriel Alomar o Jeroni Zanné. Les diferències entre grups es van concretar en l'anomenada batalla del sonet. El Noucentisme farà seu aquest conflicte i apostarà per l'artificiositat, sota els auspicis del classicisme orsià. I hi havia, encara, poetes fidels al simbolisme francès (Miquel de Palol o Ramon Vinyes) i d'altres que prenien com a model el prerafaelitisme (Alexandre de Riquer o Xavier Viura), a més de la perenne aportació de l'Escola Mallorquina. Tot plegat, una viva diversitat de propostes que demostra la riquesa del modernisme.

### Assaig
Amb el modernisme neix a Catalunya la figura de l'intel·lectual modern, que s'esforça per ser independent, fidel als seus principis, amb voluntat d'incidència social i que, al mateix temps, busca vies de professionalització. En molts casos aquestes vies estaran vinculades a la premsa escrita, per la qual cosa el canal d'influència bàsic de la majoria d'aquests intel·lectuals és l'assaig periodístic en revistes tan significatives com L'Avenç (1881-1884, 1889-1893), Catalònia (1898-1900) o Joventut (1900-1906). També publicaven a la premsa diària, tant la catalana, especialment a La Veu de Catalunya (des del 1899) i a El Poble Català (setmanari durant el 1904 i el 1905 i diari a partir del 1906), com la castellana, amb atenció especial a La Vanguardia i al Diario de Barcelona.
A més, el seguiment d'aquestes col·laboracions permet il·lustrar no només la caracterització del modernisme i els fonaments d'aquest pensament, sinó també l'evolució, al llarg dels anys, de vigència del moviment. Així, a les pàgines de L'Avenç trobarem les primeres nocions de la nova idea de modernitat, com als textos de Ramon D. Perés dels anys vuitanta i, més endavant, les formulacions regeneracionistes més radicals –amb components anarquistes– de Jaume Brossa. Els primers escrits de Pere Coromines, també dispersos, se situarien en aquest mateix terreny, que queda estroncat just després de la repressió posterior als atemptats anarquistes del 1893 a Barcelona. Paral·lelament en el temps, els articles de Joan Maragall al Diario de Barcelona, des dels primers publicats el 1892, i de Miquel dels Sants Oliver a La Vanguardia ofereixen un contrapunt també de base regeneracionista, però des de posicions més conservadores. És un regeneracionisme que va dirigit a la conscienciació d'una burgesia catalana que cada vegada més té uns interessos econòmics que l'obliguen a presentar-se amb una imatge de modernitat. Una representació que sigui compatible amb els seus pressupostos ideològics.
A Catalònia, especialment gràcies a les aportacions de Joan Pérez-Jorba i Alexandre Cortada, es planteja una nova manera d'entendre la modernitat, més centrada en la voluntat d'unificar esforços des de vies de pensament diferents i que alhora prioritza el component vitalista i la connexió amb el catalanisme. Cortada ho exemplifica molt bé al text Ideals nous per a la Catalònia, en el primer número de la publicació, el 1898.
Al tombant de segle i amb un modernisme cada vegada més consolidat, les posicions tendeixen a ser menys radicals i més individualitzades, la qual cosa es posa de manifest en el pensament i en l'assaig. Vet aquí que les col·laboracions a la premsa, tot i que encara són la via fonamental de difusió, es complementen ara amb la publicació de llibres els quals, en molts casos, són recopilacions de textos dispersos. El conjunt d'aquestes posicions individuals ofereixen un ventall ampli, il·lustrador de la varietat de propostes del modernisme. Raimon Casellas, per exemple, centra l'esforç en l'intent d'elaborar una estètica nacionalista de base realista (el realisme paradòxic), allunyada del decadentisme. Ho fa en escrits a La Veu de Catalunya, que quedaran recollits pòstumament al llibre Etapes estètiques, del 1916. Per la seva banda, Gabriel Alomar i Villalonga replanteja la idea de modernitat en la definició del concepte de futurisme des de les pàgines d'El Poble Català el 1905, com un concepte de base vitalista i socialment avançat. Alguns dels textos bàsics queden recollits a Un poble que es mor. Tot passant, del 1904, i a De poetització, del 1908.
Pere Coromines reformula l'activisme dels anys noranta i exposa un ideari que vol ser més una moral que no pas una ideologia social. Importa molt més la idea reflexiva, encarnada en l'interior de les persones, que no pas l'acció. Ho veiem en dos dels seus llibres: Les presons imaginàries, del 1899, i La vida austera, del 1908. Cal esmentar també la tasca com a assagista de Josep Pijoan, que des de la perspectiva modernista formula en textos dispersos uns plantejaments més pragmàtics, centrats en la institucionalització de la cultura, que de seguida seran recollits i reinterpretats per Eugeni d'Ors i el Noucentisme.
Els articles de Joan Maragall posen de manifest també un pensament més serè i equilibrat: 'L'art ha de resoldre sempre en un equilibri essencial les majors tempestats de la vida', diu en un text del 1901, sempre en la línia regeneracionista, això sí, i sense perdre el component vitalista. Una part d'aquests textos queden recollits a Artículos, del 1904. També és significatiu l'Elogi de la poesia, del 1909, una declaració estètica d'espontaneisme, però paradoxalment formulada en termes molt més racionals que no pas en assajos anteriors. Val a dir que el 1909, arran dels fets de la Setmana Tràgica, Maragall replanteja algunes de les seves idees i retorna, amb un cert desengany, a formulacions més vitalistes no exemptes d'un to un xic més místic. Ho veiem en articles com 'La ciutat del perdó', del 1909.
El ventall de l'assaig modernista es completa amb les aportacions singulars d'autors que, des dels plantejaments individualistes propis del moviment i amb l'actitud rebel característica, formulen una filosofia que queda a mig camí entre la reflexió sobre el coneixement, l'exageració retòrica i fins i tot la paròdia. Són casos com els de Diego Ruiz, amb una obra extensíssima i títols emblemàtics com Teoría del acto entusiasta, del 1906; Pompeu Gener, amb un vitalisme de ressò positivista una mica excèntric i provocador; i especialment Francesc Pujols, capaç de muntar tota una cosmogonia bàsicament des de la retòrica, com posa de manifest especialment a Concepte general de la ciència catalana, del 1918.

## Arts decoratives
Les arts decoratives i el disseny a Catalunya van experimentar una profunda transformació i revifada arran del procés d'industrialització del segle xix. Durant aquest segle, els objectes artesans van ser progressivament reemplaçats per objectes produïts a les fàbriques en major nombre, més ràpidament i amb menor cost. La nova força productiva requereix una nova manera de concebre l'objecte, ja que la producció en sèrie imposa una perfecta sincronització de les diferents fases d'un procés molt més complex que la producció artesana.
En aquest estadi primitiu del disseny industrial es posa de manifest la necessitat d'imitar l'estètica del món artesà. La divergència entre la pura funcionalitat de l'objecte i el seu valor en tant que forma bella va ser el nucli d'un intens debat europeu durant el segle xix. A la societat li costava acceptar objectes allunyats de l'aspecte tradicional de l'artesania i la indústria va optar per satisfer aquest gust mitjançant un decorativisme en molts casos buit de contingut. L'Álbum enciclopédico-pintoresco de Artes Industriales' (1857-1859) de Lluís Rigalt exemplifica el difícil estadi primigeni en la relació entre art i indústria.
Teòrics europeus com John Ruskin i William Morris van criticar ferotgement l'objecte industrial basat en la còpia indiscriminada i en l'eclecticisme. El triomf del nou model implicava, segons ells, un desequilibri social (la fàbrica acaba amb els artesans) i un empobriment material i espiritual (la fàbrica només proporciona rèpliques devaluades). Per a Morris i el moviment Arts and Crafts, l'alternativa era el retorn al model artesà que dignifiqués tant l'artesà com l'objecte. Tot i no compartir la posició defensada per Morris, la indústria va entendre que els objectes no podien imitar més el passat, ans havia d'harmonitzar els materials, la forma i l'ús des de la concepció d'una nova realitat social i cultural. La defensa que Morris va fer de l'artesania també va dissoldre la tradicional discriminació de les arts decoratives respecte a les tradicionals Belles Arts.
Catalunya és un exemple paradigmàtic en la construcció de la nova realitat cultural i artística. Els productes tèxtils catalans eren el millor exemple d'una capacitat fabril sustentada en l'afany de perfeccionament constant i els projectes emprenedors. Reflex d'aquesta dinàmica són les diferents exposicions que tenen lloc a Barcelona durant el segle xix, com l'Exposición de los Productos del Principado (1844) o l'Exposición Industrial y Artística (1860). La culminació de les mostres públiques arriba amb l'Exposició Universal de Barcelona (1888), entesa com un gran esforç per integrar Catalunya en el marc de la modernitat internacional a través de la indústria i el disseny local.
Al mateix temps, figures com Francesc Vidal i Jevellí o Alexandre de Riquer van adaptar el discurs d'Arts and Crafts a Catalunya i van cimentar el protagonisme que les arts decoratives jugarien durant l'etapa modernista. L'arquitectura i les arts aplicades són enteses com un tot que defineix l'estètica i la identitat de l'edifici, esborrada la jerarquia entre arquitecte i artesà a través d'una estreta col·laboració. La simbiosi revela la sintonia entre el modernisme i els corrents renovadors similars a escala europea. Tots comparteixen el concepte d'obra d'“art total”, la integració de totes les arts en el marc global del projecte.
L'arquitecte Lluís Domènech i Montaner va aprofitar el Cafè Restaurant construït amb motiu de l'Exposició del 1888 per donar cabuda al Castell dels Tres Dragons, un taller d'arts aplicades fundat amb l'ajuda d'Antoni Maria Gallissà. Tant Domènech i Montaner com Josep Puig i Cadafalch sempre es van envoltar dels més destacats artistes i artesans per als seus projectes, com Eusebi Arnau, Alfons Juyol o Gaspar Homar. Per la seva part, Antoni Gaudí va comptar amb col·laboradors habituals com Llorenç Matamala, Josep Llimona o Carles Mani. Gaudí exemplifica la convergència de les diferents disciplines durant el modernisme amb els dissenys de forja a la Finca Güell o la Pedrera, el disseny del paviment hidràulic i el mobiliari per a la Casa Batlló o l'experimentació amb la ceràmica en la tècnica del trencadís.
Les institucions catalanes van manifestar aquesta preocupació per les arts aplicades i per la revaloració de l'objecte amb la creació del Centre Industrial de Catalunya l'any 1894 i el FAD (Foment de les Arts Decoratives) l'any 1903. Aquest últim ha gaudit de reconeixement internacional des d'aleshores fins a l'actualitat.

## Arts gràfiques
Els anys 1892, 1893 i 1894 es

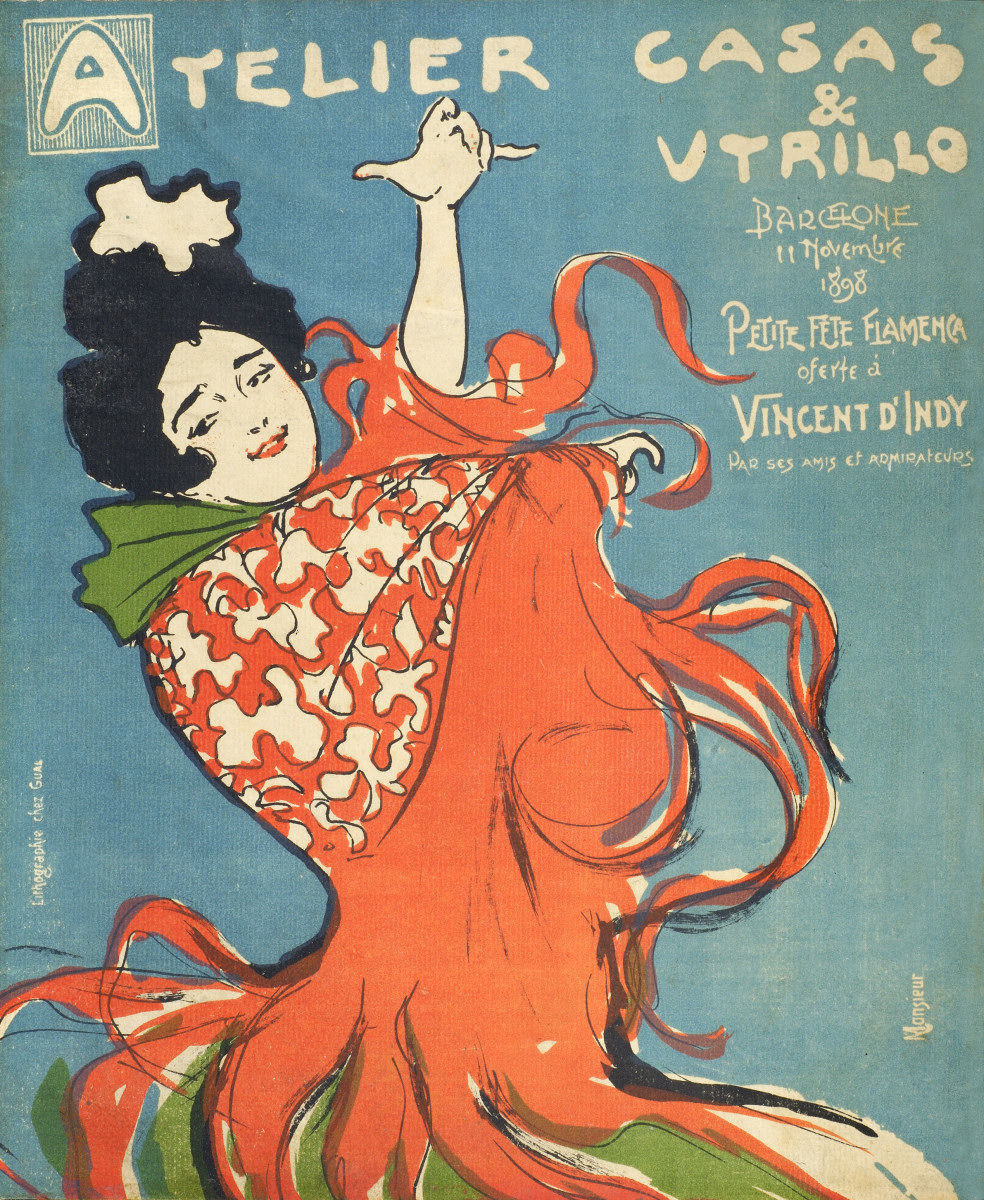
Atelier Casas and Utrillo. Petite fête flamenca oferte à Vincent d'Indy par ses amis et admirateurs. Cartell fet per Adrià Gual.

veu la introducció del Modernisme a Catalunya. L'any 1892 Santiago Rusiñol
organitza la primera Festa Modernista on s'exposen quadres dels joves artistes
catalans. 1895, Rusiñol i Casas abandonen París i s'instal·len a Barcelona,
portant amb ells influències de l'art francès del moment: art nouveau, simbolisme i l'Impressionisme.
Els cartells catalans el segle
XIX poden separar-se en dues categories. Els uns, de petites dimensions, amb balls de disfresses organitzats per distintes societats durant el carnestoltes; els altres, oficials, són destinats a anunciar fires i actuacions. Els primers, alegres i despreocupats, canten, la dona acostuma a ser el centre de la composició. El text és secundari, es limita a indicar l'indret i data el ball. Recorden molt als famosos cartells de Chéret sobre espectacles de la vida nocturna a Montmartre. Els oficials, per lo contrari, són més austers donen protagonisme preponderant al text sempre llarg i detallat que ocupa la gran part de la composició, les il·lustracions no són és que un acompanyant del text, i sovint es limiten al dibuix de l'escut de la ciutat a una al·legoria de l'art, de la virtut, etc.
1896 com a fita en l'evolució del cartellisme a Barcelona, seguint el model d'altres ciutats europees, es va celebrar a Barcelona la primera exposició de cartells a la península. S'hi troben els grans mestres del cartellisme com Chéret, Grasset, Toulouse-Lautrec, Dudley Hardy, Will H. Bradley, Hassall, entre d'altres. L'exposició va tenir molt d'èxit i va influir en el desenvolupament del cartell a Barcelona.
L'any 1898 també esdevé un any important, fins aleshores, els cartells eren destinats a anunciar, amb rares excepcions les exposicions oficials els espectacles i les publicacions literàries, i no es realitzaven més que per encàrrec. Però, imitant el que es feia a l'estranger, dos industrials catalans (Vicenç Bosch i Manuel Raventós) organitzen dos importants concursos de cartells, s'interessen per aquest art que fins aquell moment s'havia considerat un art menor, i es dona a conèixer al públic aquest nou art aplicat. Així el cartell troba la seva funció moderna, mitjà auxiliar per la indústria i el comerç, entrant així a l'era de la publicitat.
Artistes catalans que hi destaquen: Alexandre de Riquer, Adrià Gual, Santiago Rusiñol, Miquel Utrillo, Ramón Casas…

## Critics i l'enderrocament

### Critics
No obstant l'èxit actual, la crítica contemporània al Modernisme va ser forta als ulls del públic a principis del segle xx.
El Palau de la Música va ser fortament criticat, anomenat “Palau de la quincalleria catalana” públicament; pel poeta Carles Riba “un gran ou ferrat”, i per Salvador Espriu “li resultava d'un mal gust delirant”. Als anys 30 del segle xx, la revista “Mirador” (any 1, núm 4) va publicar sota el títol “¿És rescindible el Palau de la Música Catalana?”: “L'hora arquitectònica de Domènech i Montaner l'arquitecte va néixer tarada i ho restarà tota la vida.” Josep Pla, un dels crítics més forts contra el modernisme i el Palau de la Música, va escriure en 1942 en la revista “Destino” (no. 1002) “No pediré la demolición porque esta palabra es muy gruesa y de grano muy rasposo. Además, las obras están muy caras. Sí creo, en cambio, que está en el ánimo de todo el mundo la necesidad de transformar esta alocada y delirante barraca en otra donde se puede escuchar un concierto sin tener la necesidad de cerrar los ojos, o sin que le vengan a unos ganas de pedir un pico y una pala.”
Durant i entre les guerres mundials, les crítiques eren principalment estètiques o filosòfiques. No va ser fins al període de la dictadura que es van convertir en arguments econòmics.

### L'enderrocament
Amb la dictadura franquista va començar l'enderrocament de l'art públic moderne per solucionar els problemes econòmics de Barcelona.
En l'àmbit públic, hi havia l'ordenança pública “la solución vertical” en 1948, que va donar permís als propietaris per afegir dos pisos més als edificis per afegir més departaments a la ciutat. Una de les decisions més greus en la història del modernisme català, els canvis dels edificis van cobrir les façanes i començaments irreparablement--dues de les característiques més importants de l'arquitectura moderna.
En l'àmbit privat, els fils dels propietaris originals també tenien la necessitat d'actualitzar els propietaris per mantenir els preus en el mercat lliure a favor de la nova moda. En les paraules de Flaubert: “El mal gust és el gust de la generació anterior.”
Hi havia dues estratègies principals per a evitar l'enderrocament de l'art modernista. La primera, com en l'exemple del Palau de la Música, va ser d'amagar-ho. Els detalls dels mosaics o escultura del fons del teatre es van pintar tot de fosc. En els departaments i finques privades, en lloc d'enderrocar les escultures o finestres a l'interior, molts van ser coberts per 50 o més anys de taulers o pintura. Segons els arquitectes, moltes obres del Modernisme Català encara es troben amagades dels ulls públics, i potser dels propietaris actuals també.
La segona estratègia va ser la de Gaudí, que després de la guerra va començar a escriure públicament sobre l'enderrocament. Finalment, amb una exposició del seu art en 1945 a Nova York, l'admiració internacional va tornar al moviment Català i va aturar la destrucció de les obres públiques modernistes.